# アリアンロッド・サガ
『アリアンロッド・サガ』は、F.E.A.R.によるアリアンロッドRPGのリプレイを中心とし、関連小説・漫画・ドラマCDなどを含むシリーズの総称。2008年より刊行開始。通称『サガ』シリーズ。
なお、以下では特記なき限り便宜上、全体を通した呼称を『アリアンロッド・サガ』シリーズ（もしくは『サガ』シリーズ）、リプレイシリーズの一つ『アリアンロッド・サガ・リプレイ』を『サガ無印』シリーズ（もしくは単に『サガ無印』）と表記する。後者は『アリアンロッド・サガ』シリーズ内の各リプレイシリーズでは単に『無印』と呼ばれる事が多いが、『アリアンロッドRPG』初のリプレイでありエリンディル西方世界を舞台とした『アリアンロッド・リプレイ』も『無印』と称されるため、区別のためそれぞれ『サガ無印』と略さない『アリアンロッド・リプレイ』の表記を用いるものとする。また登場人物名の横に記述される人名は、単体の場合「ファンブック付属ドラマCDなど、音声メディアでの演者」を、複数表記の場合は「（リプレイにおけるプレイヤー / 音声メディアでの演者・表記が「-」であるものは音声メディア未登場）」を指すものとする。

## 『アリアンロッド・サガ』シリーズの特徴
これまでのアリアンロッドRPGのリプレイシリーズで描かれてきたエリンディル大陸から、隣のアルディオン大陸に舞台を移しての、このシリーズの最大の特徴は、ゲームマスター（GM）を異にする複数のリプレイシリーズが平行してキャンペーンシナリオを進める「リンク型キャンペーン」で、一つの歴史をそれぞれ異なった立場からの物語として描き、全体として壮大な「戦記物」を描くという試みにある。
物語の舞台を従来の「エリンディル（厳密にはその西方世界）」ではなく、このリプレイのために作られた「アルディオン大陸」としている。これは「世界規模の戦乱と国家の興亡」という物語展開をエリンディル西方世界で行うと、世界の雰囲気がまったく異なるものとなってしまい、ユーザーが持つエリンディル西方世界の共有認識像と大きな齟齬が出てしまうためでもある。なお、アルディオン大陸を舞台にゲームを行いたいユーザーに向けてこの大陸を扱うサプリメントが別個作成されている。
ストーリーの進行過程で以下のような様々な試みが行われている。
- 『サガ無印』と『ブレイク』のPVP（『サガ無印』3巻）、パーティメンバーシャッフル（同4巻）
- 『アクロス』のプレイヤーの一人だった吉村清子が自身のPCであるエルザ・ブルックスごと『サガ無印』6巻と『ブレイク』4巻に参加
- 『サガ無印』7巻・8巻において別シリーズ[5]のGMがゲストで登場、特定のシーンでGMを務める。

## シリーズ名一覧
サガ関連作品は基本的にアルファベット順で名称がつけられている。
- （なし） - 『サガ無印』（リプレイ）
- A - 『アクロス』（リプレイ）
- B - 『ブレイク』（リプレイ）
- C - 『コンチェルト』（コミック）
- D - 『デスマーチ』（リプレイ）、『サガ・ノベル・デスマーチ』（ノベル）
- E - 『エチュード』（リプレイ[6]）
- F - 『Fellowship of Stone』（ファンブック）
- G - 『ゲッタウェイ』（リプレイ）
- H - 『Heartbreak Memory』（ファンブック第二弾）
- I - 『イフ』（リプレイ）
- J - 『イェーガー』（リプレイ）
- K - 『Kind of Magic』（ファンブック第三弾）
- L - 『レジェンド』（リプレイ）
- M - 『メイビー』（リプレイ）
- N - 『サガ・ノベル』（ノベル）
- O - 『オーバーキル』（リプレイ）

## 用語

### 国家・地名
アルディオン大陸
『アリアンロッド・サガ』シリーズの舞台となる大陸。エリンディル大陸の西方に位置し、エリンディル西方地域からは船で片道1ヶ月を要する。
伝承によれば、「水の粛清」によって大海が生み出された際にほとんどの大地が大海に沈む中で、天空神ダグデモアによって大陸として残された。「火の時代」が始まってから約200年後、神々はエリンディルでの魔族と人間の大規模な戦いで活躍した英雄ウルフリックとその仲間「セイン」にアルディオンを褒美として与えた。ウルフリックたちを導いたのは神竜王セフィロスである。
人類は主にこの大陸の北東部に居住しており、『アリアンロッド・サガ』シリーズの各リプレイで「アルディオン大陸」と言う場合は、厳密には大陸北東部を指す（本記事もこれに従い、以下特記なき限り「アルディオン大陸」とは厳密な意味での「アルディオン大陸北東部」を指すものとする）。西部は険しいノーラント山脈、南部はエールズ海と呼ばれる大きな入江とその先の密林に阻まれている。
エリンディル大陸西方に「神具」（神の武具）が隠されているように、アルディオン大陸にも古代の兵器が隠された遺跡が存在している。
フェリタニア合衆国
アルディオン大陸の大半を占める連合国家。首都はメルトランド南部のノルウィッチ。建国時、大統領は旧フェリタニア＝メルトランド連合王国女王ピアニィ・ルティナベールが務め、アヴェルシア王国（旧フェリタニア王国。国王ウィルフレッド・アヴェルシア）、レイウォール王国（国王ステラ・ヴェレンガリア・レイウォール）、メルトランド王国（国王スリス・ロイドス）の3国によって構成された。また、建国時点での構成国家には含まれないが、グラスウェルズ王国、ゴルフォード王国、ベルリール王国が参加を表明していた。
大崩壊後、各国の混乱によって、勢力圏はノルウィッチとアヴェルシア近辺のみにまで減退した。また、大統領ピアニィ、第一の騎士（合衆国軍総司令官）アル、合衆国軍師ナヴァールの行方不明に伴い、それぞれメルトランド女王スリス・ロイドス、特務部隊「エンジェルファイヤー」隊長アキナ・ブルックス、同部隊所属の軍師マルセル・ベルトランが後任となっている。
アヴェルシア王国
アルディオン大陸中央内陸部に位置する。王都バーランドはアヴェルシア王家のかつての避暑地で、現在は当時の離宮を王宮としている。主に『サガ無印』『アクロス』シリーズで描かれる。ピアニィの母親ティナはこの国の王女だった。国章は「単色ポーランド式エスカッシャンに神竜王セフィロスのチャージ」。
帝紀807年、突如グラスウェルズの侵攻を受け、友好国であったレイウォールに支援を要請するも、当時の王都フェリストルは王城と共に完全に破壊され、国王ケネスは自決、王妃マリアは行方不明になった。ケネスの義弟にあたるレイウォール王オーギュストの申し出とメルトランドの仲裁によりレイウォールの属領となる（「アヴェルシアの服属」）が、軍や貴族制度を含めた旧アヴェルシアの国家機構は完全に解体され、一部の例外はあったものの全体的に抑圧的な支配体制が採られていた。
812年、父王オーギュスト謀殺の疑いをかけられたレイウォール第二王女ピアニィはアヴェルシア南西部のバーランドに亡命。そこでレイウォール代官の強権的支配とそれに対するレジスタンスの戦いを目の当たりにして蜂起し、代官をバーランドから追放した。レジスタンスのリーダーだった元宮廷大臣ナイジェル・ムーアの勧めにより、「アヴェルシアの王威の竜輝石」を探索・発見したピアニィは、これを根拠にアヴェルシア王国の再興を宣言し、同時に国号を「フェリタニア王国」と改めた。
その後、メルトランド戦役を通じて旧アヴェルシア領土の回収を進める一方、再興時点では女王たるピアニィ以外に国家機構が存在しなかったことから、国内外から優秀な人材を募る政策を取り、統治機構の再建も行った。
813年にはメルトランドと「フェリタニア＝メルトランド連合王国」を形成。竜輝石戦争においてはグラスウェルズ南部政権を支持し、北部政権を支援するレイウォールに侵攻。オーギュストに代わって国政を支配していた第一王子ヒューバードを追放し、事実上レイウォールを併合した。その後、ピアニィがレイウォールの王権を示す「レイウォールの王威の竜輝石」を有していたこと、旧アヴェルシア王妃マリアが一子ウィルフレッドと共に健在である事実が判明したことなどから、ピアニィはレイウォールやグラスウェルズなどを含めた大陸統一を目指す「フェリタニア合衆国」実現に向かうため、連合王国の発展的解体とウィルフレッドへの譲位を行い、国号は旧称の「アヴェルシア王国」に戻された。
メルトランド王国
アルディオン大陸中央沿岸部に位置する。王都は長くレスノール（隣接するエイルズ、カインド両市と「三つ子都市」を形成していた）に在ったが、メルトランド戦役で壊滅的損害を受けたため、連合王国時代にノルウィッチに遷都している。国章は「『聖なるヒース』のサポーターに囲われた一角獣とパーティ・パー・ペイルのスイス式エスカッシャン」。
レイウォールとグラスウェルズの二大強国の間にある小国ながら、「神託戦争」や「アヴェルシアの服属」において調停役を果たしている。
先住民族「フェン」から受け継がれた予知の神木「聖なるヒース」（後述）を信仰する。フェンの発祥・出自は謎に包まれているが、セインたちと邂逅した時点で既に「聖なるヒース」を信仰しており、また高度な金属鋳造・成型技術や武具製造技術、それらを用いた独特な武術を有していたという。エルザ・ブルックスはシェルドニアン学園での講義において、メルトランド人の気風である「粘り強さ」「勤勉」「工夫を重んじる」はフェンから受け継いだものと論じ、メルトランド人の源流を示す言葉として「父の血はフェン、母の血はセイン」という句を紹介している。
「メルトランド」という国号は、セインの一人で、「大聖人」ルキアノスの妹と伝えられる「メルティ」に由来する。メルティはセインの中で初めて「聖なるヒース」の声を聞いた人物で、その血統を継ぐとされるガース、クリード、ロイドスの三家が王家を構成しており、王は「聖なるヒース」の声を聞くことができる三王家の女性に限るという慣習がある。このため連合王国時代には、ガース家の嫡系であり、かつ「聖なるヒース」の最後の声を聞いたナーシアがメルトランド王の後継者と考えられていたが、ナーシアを強く推していたオトガルが竜輝石戦争で戦死したことや、ナーシアの母リアノンが生前にメルトランドにおける全地位を放棄して出国しグラスウェルズに移住したこと、そして「聖なるヒース」の新芽の所在が（少なくとも公的には）不明であることから、スリスの後継については流動的になっている。
戦国メルトランド
大崩壊後、帝紀815年代のメルトランド。小勢力がさまざまな思惑で割拠しているため、この名がある。
レイウォール王国（赤竜王国）
アルディオン大陸西部に位置する二大強国の1つ。王都はノルドグラム。主に『サガ無印』シリーズで描かれる。ピアニィはここの第二王女だった。国章は「単色古フランス式エスカッシャンに“深紅竜”アイン・ソフと炎のチャージ」。
『サガ無印』5巻において、グラスウェルズ・エダム公政権への軍事支援とヒューバード王子の専横を理由として連合王国の侵攻を受け敗北、極秘裏にピアニィを後継者に指名していた国王オーギュストの暗黙の了解の下、事実上連合王国に組み込まれた。その後オーギュストの崩御を経て、ピアニィの異母姉ステラを国王としてフェリタニア合衆国に加わっている。
大崩壊後、以下の3つの勢力に分裂した。
レイウォールアライアンス
炎竜三十二将の一人、ミック・ヴィルナー旗下の軍事勢力。合衆国に対しては敵対的。大陸西部を拠点に、勢力を拡大している。
バウエス公領
バウエス公リディルの領土。中立を宣言しているが、内情的には合衆国寄り。帝紀814年4月、エリンディルから来訪した冒険者エイプリル・スプリングスが一時滞在しており、この期間に彼女からエリンディルの情報を得たリディルは、大陸外の国家からの侵攻に備えるべく海軍力の増強に着手している。妖魔の軍勢に対応するためだ、との俗説もある。
レイウォール中央政権
赤竜王国の保守派。行方不明になっている女王ステラの帰還を待ちつつ、合衆国の構成国家であることも含めて体制を維持しようとしていた。しかし、レイウォールアライアンスの圧力に抗しきれず屋台骨が揺らぎ、さらにアベル・クリードによる各国の暗部の暴露によって、政情が不安定化。国王不在のままでは衰退を免れないとしてステラの帰還を断念し、帝紀815年12月、バウエス公リディルを国王に迎えた。

ベルリール王国
アルディオン大陸中西内陸部に位置する王国。隣国レイウォールとの戦争中の帝紀723年に突如王都ベルリールが閃光と共に崩壊。この事件をきっかけに滅亡し、「ベルリールの王威の竜輝石」も行方不明となった。主にシナリオ集『ベルリールの竜輝石』で描かれる。またベルリール滅亡を巡る謎は『アクロス』シリーズで描かれている。
滅亡後、その領土はレイウォールに併合され、「ベルリールの王威の竜輝石」もカムロート元首ハリソン・トーラム伯爵が有しているとされていたが、814年8月、旧ベルリール王家の末裔アンスラ・アルシオネと彼女に協力した冒険者たちの手により「ベルリールの王威の竜輝石」が発見され、フェリタニア合衆国の保護の下、アンスラを女王として王国が再興する運びとなった。新しい国境は確定しておらず、現在はレイウォール南部のベルストンを暫定王都としている。
グラスウェルズ王国（白竜王国）
アルディオン大陸東部に位置する二大強国の1つ。王都はベルクシーレ。主に『ブレイク』シリーズで描かれる。『アクロス』シリーズ初期とそれ以外のシリーズとの間に国王が代替わりしている。国章は「単色古フランス式エスカッシャンと、10本の横条線を背景にした“純白竜”アインと雪の結晶のチャージ」。
『ブレイク』3巻において南部のフィリップ王政権と北部のエダム公アンリ政権に分裂。連合王国のレイウォール王国侵攻を招く遠因を作った。連合王国の支援を得たフィリップ率いる南部政権の勝利にて内乱は幕を閉じるものの、人材の枯渇は著しく、シェルドニアン学園を卒業したばかりの人間を幻竜騎士団や王国軍師補佐見習いに登用するなどの状況を余儀なくされている。
竜輝石戦争中に王国軍師アンソン伯が発案した「竜輝石に頼らない国」を目指し、大崩壊後もこの国策の下で邁進している。しかしこの姿勢は、合衆国軍師マルセル・ベルトランが国をまとめるための暫定プランとしている「統一帝と王威の竜輝石の権威を利用する」という方針とはかみ合わないため、二国間全体では友好を保ちつつも、この点において対立関係が顕在化している。
アガルタ公国
帝紀815年に出現した国家。アガルタ公ロッシュを戴く小国で、グラスウェルズとアヴェルシアに跨り、リド・エマルム地方を領土としている。
神聖アンリ帝国
竜輝石戦争で行方不明になっていたエダム公アンリ・グラスウェルズが、大崩壊後に突如蜂起して発足させた国家。合衆国東部に位置し、グラスウェルズ南方を占拠している。

エストネル王国
アルディオン大陸中部、合衆国の南部に位置する。王都はエル・ウィン・フリット。主に『コンチェルト』シリーズで描かれる。国章は「スクウェア式エスカッシャンに二重ラテン十字と七つ星のチャージ」。
神竜王セフィロスより「統一帝」の称号管理を委託されており、国際紛争の調停役的立場にある。エストネル自体は統一帝に就く権利を持たない。
国王エル・ウォーデンはセインの一人である。「エストネル」という国号（および同国南部国境を成す山脈の名）は、エル・ウォーデンが長を務めるエルダナーンの氏族の名でもある。エストネル氏族は魔法用具の製作に長けており、統一帝がまとう宝物「王権の四宝」もエストネル氏族によって作られた。
帝紀814年10月に行われた「四宝の試み」において、エル・ウォーデンも予期せぬ事態が発生。この結果、王都エル・ウィン・フリット、儀式の行われていたエル・ウルフリック・ミンスターを含む国内の中枢部が壊滅。セインの多くが斃れたほかノーデンスも情報混乱状態に陥り、さらに国王エル・ウォーデンも何者かによって暗殺されたため、国を構成するシステムが消滅し、帝紀815年、完全に滅亡した。現在は妖魔・魔族の闊歩する無法地帯と化している。
カムロート
アルディオン大陸東部を南北に分けるエールズ海の入り口に位置する。首都はクリスタ。主に『アクロス』シリーズで描かれる。
七王国にこそ数えられないが、これらに匹敵する古い歴史を持つ君主国。錬金術の触媒「賢者の石」の材料となる「血晶石」の産出国であることから、錬金術の先進国・ゴルフォード王国の領有を回避するため、フェリタニア統一帝国錬金術教会の会員だったトーラム伯爵家を元首とする中立国として建国された経緯がある。トーラム家が商家でもあることから商業国家として発展している。
クレスト諸島
アルディオン大陸北方に位置する島嶼。主にシナリオ集『ロスベルク島攻防記』『ロスベルク島攻防記2』で描かれる。
「神託戦争」の結果、諸島は東側をグラスウェルズ王国、西側をレイウォール王国が領有することになり、特に最大の島であるロスベルク島は両大国が直接国境を接する唯一の地帯となった。帝紀812年に発生した「クレスト諸島紛争」を機に「クレスト諸島盟約者同盟」が結成され、自治権を関係各国に主張している。
帝紀815年には独立政権となっている。
フェリタニア＝メルトランド連合王国
帝紀813年の1年間のみ存在した、フェリタニアとメルトランドの同君連合国家。王都はノルウィッチ（連合王国成立をもってバーランドおよびレスノールより遷都。「ピアニィの北遷」と呼ばれている）。メルトランド戦役の和平会議の過程でフェリタニアとメルトランドから提案され、他国の反対をエストネル王エル・ウォーデンが押し切って成立させた経緯がある。
ラングエンド
エストネル王国南部に存在する軍事国家。初代統一帝ウルフリックの末裔を名乗るモード・レドリックの独裁政治が行われており、近隣諸国に軍事行動を行っている。帝紀813年頃まではレイウォールと戦争状態にあり、連合王国やグラスウェルズには大きく関わることはなかった。
大崩壊後の帝紀815年以降、竜輝石と統一帝のシステムを「まやかし」と糾弾し、そのシステムによって統一帝となったピアニィおよび合衆国首脳に混迷する現状の責任があると主張。各者は自国首都に出頭し、裁きを受けるよう促している。無論これは軍事行動を起こすための口実に近いものであり、同年ノルウィッチで行われた世界平和会議に乗じて合衆国に進軍した。バルムンク・ノヴァによる支援を受けていたものの、総司令官アキナ・ブルックス旗下の合衆国軍の逆撃を受けて敗退している。
ビルベリ
アルディオン大陸各地を爆走する移動都市国家。
元々はグラスウェルズ近郊に存在した小都市であり、当時の領主は「王威の竜輝石」を偶然所持して暴政を敷いていたジェラルド。この街を訪れたギルド・ゲッタウェイは暴政に苦しむ住民たちと交流し、前領主ヴィクトリオの協力を取り付けてジェラルドを解任。後任にはヴィクトリオの推薦でゲッタウェイのリーダー、ヒルデガルドが着任している。
この一連の騒動の中で、ギルドメンバーのチコに「偉大なるヒース」の芽が宿っていること、同じくメンバーのリージュがピアニィそっくりの容姿を持つこと、さらにヒルデガルドが所持することになった竜輝石がグラスウェルズのものであることが明らかになり、結果フェリタニアとグラスウェルズの両軍に包囲されるという危機を迎える。これに対しゲッタウェイの面々は、都市の地下にあったゴーレム兵器を起動させて都市自体を移動させ、当座の危機を脱した。しかしアバターであるエクスマキナ・アンバーの不調により、移動に関する制御はある程度までしか効かなくなっている。
アガルタ公国包囲戦を経てフェリタニア、グラスウェルズの両国と友好関係を結んでいる。

### 戦争・事件
第四次ウィンフォード大戦
帝紀400年代後半に起こった、グラスウェルズ王国とゴルフォード王国の戦い。当時のグラスウェルズ王だった「不死王」ユーグはこの戦いでゴルフォードを属国とするが、ゴルフォード王アドヘルムに抵抗されて奪回され、統一帝にはなれなかった。なお、帝紀485年に起こった「エル川の戦い」で両国の先鋒部隊が謎の全滅を遂げている。これについては『ブレイク』3巻5話「見えざる影」で描かれている。
神託戦争
帝紀731年から800年まで、グラスウェルズ王国とレイウォール王国との間で争われた戦争。時のグラスウェルズ王「騎士王」エグベルトが王国の守護者である純白竜アインから神託を受けたとして開戦したことからこの名がある。
アヴェルシアの服属
アヴェルシア王国がレイウォール王国の属領になった事件。主に『アクロス』シリーズで描かれ、『デスマーチ』4巻、『ノベル・デスマーチ』1巻でも触れられている。
帝紀807年、グラスウェルズ王国がアヴェルシア王国に侵攻。アヴェルシアは縁戚関係にあったレイウォール王国に武力介入を要請するも王都フェリストルは陥落し、当時のアヴェルシア王ケネスは死亡、王妃マリアも行方不明となった。王家が不在となったアヴェルシアはケネスの義弟にあたるレイウォール王オーギュストの申し出とメルトランド王国の調停によってレイウォールの属領となり、以後5年間、アヴェルシアの民はレイウォールの支配を受け続けてきた。この状況は帝紀812年、ピアニィがフェリタニア建国を宣言するまで続いた。
なお、公式には行方不明となっていたマリアについては、現在ノーデンスの一人であるユンガーが当時率いていた傭兵隊「黄金の狼」が彼女を保護してフェリストルを脱出しており、その後、レイウォール軍本陣を抜けてラドフォード伯領へ移動。公にならぬよう同地で隠遁生活を送っていたことが、竜輝石戦争終盤、後見人を委託されていたエルザ・ブルックスの証言により明らかとなっている。
フェリタニア建国戦争
『アリアンロッド・サガ』シリーズ全体の出発点となる武力紛争。『サガ無印』1巻で描かれる。公式の名称は確定しておらず、「フェリタニア建国戦争」は本記事執筆上の便宜的なものである。
帝紀812年8月、レイウォール王女ピアニィが国王謀殺の嫌疑をかけられ捕縛寸前に逃亡、レイウォール属領アヴェルシア南西部の都市バーランドで蜂起し、母方の血統に連なるアヴェルシア王国の復興（同時に国号を「フェリタニア」とした）を宣言した事件。
ピアニィの蜂起に対し、レイウォールはピアニィの姉ステラ率いる竜炎騎士団をバーランドに派兵し鎮圧を目論んだが失敗。ピアニィは自ら発掘した「アヴェルシアの王威の竜輝石」をもってフェリタニア建国を宣言。以後、フェリタニアはメルトランド戦役を通じて旧アヴェルシア領土の回収を進めていく。
メルトランド戦役
帝紀812年10月から12月まで、グラスウェルズ王国軍の侵攻を発端にメルトランド王国全土で争われた戦争。『サガ無印』2-4巻、『ブレイク』1-2巻および『デスマーチ』1巻で描かれる。
メルトランド東部の防衛拠点であったファリストル城（旧アヴェルシア王国の王都とは無関係）の「陥落」を機に、グラスウェルズが侵攻。メルトランドの王都レスノールを陥落させるなど優勢であったが、中盤からレイウォール、フェリタニア両国が介入。最終的にはエストネル王エル・ウォーデンの停戦命令を受け、グラスウェルズ、レイウォール両国軍のメルトランドからの撤退とフェリタニア＝メルトランド連合王国の成立をもって終結した。この戦争の影響でレイウォールはアヴェルシア全土を失い、グラスウェルズでは国政が混乱する結果となった。
クレスト諸島紛争
帝紀812年9月、クレスト諸島で発生したレイウォール王国とグラスウェルズ王国の武力紛争。シナリオ集『ロスベルク島攻防記』で描かれる。
諸島最大の島ロスベルク島を東西に分かつ非武装地帯でレイウォール軍の兵士が殺害されたことをきっかけに両国軍は武力衝突。一時はレイウォールが諸島全域を制圧する勢いだったが、現地勢力は旧領主クレスト侯爵家の子孫メアリを盟主に「クレスト諸島盟約者同盟」を組織。結果、両国軍の間で休戦が成立した。
グラスウェルズ内戦
帝紀813年9月、グラスウェルズ王国で発生した内戦。『ブレイク』3巻で描かれる。
9月19日、グラスウェルズの王位継承権第1位を有する幻竜騎士団団長エダム公アンリ王子は王都ベルクシーレにて、国王フィリップの退位を要求してクーデターを起こし、前王国軍師オスウィン・ゴーダ伯爵、王国軍師代行エルミール・ブランドル女伯爵を殺害、白竜騎士団団長エゼルバルド・バイゴットら重臣を逮捕した。これに対し、襲撃直前のタイミングでゴーダ伯の命令を受けていた幻竜騎士団の特殊部隊「ファントムレイダーズ」の元メンバー4名が鎮圧に動き、アンリをベルクシーレから放逐した。しかしアンリは白竜騎士団の2/3とシール川‐ジョール山脈以北の領土を掌握。フィリップもエゼルバルドやコランドベリー公リシャール王子（幻竜騎士団前団長、王位継承権第3位）ら軍の有力指導者の支持を得、グラスウェルズは南北に分裂した。これに対する諸国の動きが竜輝石戦争につながる。
竜輝石戦争
帝紀813年9月に勃発した世界規模の戦い。『サガ無印』5〜6巻、『ブレイク』4巻、『デスマーチ』3巻、シナリオ集『ロスベルク島攻防記2』で描かれる。
連合王国－レイウォール
グラスウェルズ内戦を受け、レイウォールは竜炎騎士団団長ベルフト王子を司令官とする遠征軍（以下「ベルフト軍」）をグラスウェルズ北部に派遣、アンリ政権（以下「北部政権」）支持の態度を示した。一方、グラスウェルズ南部のフィリップ政権（以下「南部政権」）は、王国軍師アンソン・マンソン伯爵の発案で「王威の竜輝石」を譲渡することを条件に連合王国に援軍を要請した。これに対し、連合王国は要請を受諾するも、ベルフトの存在を重視し、主力軍をレイウォール本土へ直接進攻させ、合わせて統一帝・レイウォール王オーギュストを説得することでベルフト軍に掣肘を加え、北部政権を軍事的不利に追い込む方針を決定。10月1日、連合王国軍主力1万の兵は西部国境を成すキール山脈を超え、レイウォール領キャメルウォータ平原にて待ち受けた4万のレイウォール軍を撃破した（キャメルウォータ会戦）。さらに10月10日、連合王国王都ノルウィッチで待機していた連合王国女王ピアニィ直隷の1千人の部隊が海路からレイウォール王都ノルドグラムを急襲。戦闘中に事実上のレイウォール摂政であったヒューバード王子が失踪するなどの不測事態にも見舞われたが、連合王国軍はノルドグラムを陥落させ、ピアニィは一年余りの昏睡状態から覚醒した統一帝オーギュストの説得に成功。結果、ベルフト軍は北部政権軍との合流を断念し、グラスウェルズ西海岸で進行を停止、作戦は成功に終わる。なおこの際、「レイウォールの王威の竜輝石」の所在がオーギュストにより明らかにされた。また、連合王国では、レイウォールへの宣戦方針を決定した9月23日の長老会議（ウィテナイェモート）において、フェリタニア側首脳部やファントムレイダーズ（この時点では解隊されていた）の元メンバーなど、ごく一部のみが存在を把握していた秘密結社「バルムンク」の存在が明らかにされた。。
連合王国－ゴルフォード
一方、連合王国の東部国境へはメルトランド王国騎士団長オトガル・カルカーニ麾下の1千人の部隊が配備され、ベルフト軍や北部政権軍の進攻に備えたが、この過程でゴルフォード軍の主力部隊・錬金騎士団が南部国境に近いハント大森林に集結しているとの情報を入手。帯同していた連合王国軍師ナヴァール直属の特命部隊「エンジェルファイヤー」が、南部国境に近いナドレスに急派された。しかし両国軍が戦火を交えることはなく、ノルドグラム陥落と同時期に錬金騎士団はハント大森林から撤退している。
グラスウェルズ南北政権間
ノルドグラム陥落から5日後の10月15日、グラスウェルズ南北政権両軍は、ベルクシーレ北東のソルトベリー平原にて会戦した。南部政権軍は数で劣る上、先々王エグベルトが建設を進めながら、前王シャルルが建設中止を命じ放置されていた巨大要塞（飛行機能も持つ）「エグベルト要塞」を擁し、さらにレイウォール本土からの帰還命令を無視し再び合流へ向けての進軍を開始したベルフト軍の存在もある北部政権軍が有利に見えたが、南部政権軍は情報戦を仕掛けて北部政権軍を逆包囲し壊滅的な打撃を与えた。窮した北部政権軍はエグベルト要塞をベルクシーレに激突させんとしたが、再編成されたファントムレイダーズによって未然に防がれ、要塞はシーダ山脈中腹に墜落。戦いは南部政権の勝利に終わり、北部政権は事実上崩壊した。北部政権軍指揮官のアンリ・グラスウェルズはこの戦いで生死不明となったが、実際は逃亡しており、帝紀815年に再起することとなる。
連合王国－ベルフト軍
グラスウェルズ北部政権の崩壊で行き場を失ったかに見えたベルフト軍だったが、ベルフトの目的は今や大陸の覇者にならんとする異母妹ピアニィにあった。グラスウェルズ本土にて北部政権軍と合流すべく行軍していた部隊や、クレスト諸島ロスベルク島への上陸（同島の港湾都市ヴェンシスは北部政権軍の制圧下にあった）を目指していた部隊は陽動に過ぎず、ベルフト率いる本隊はソルトベリー平原会戦の際に既に撤退していた。
10月20日、ツナギ・オシミヤ率いる本隊がノルドグラムに上陸し当地に駐留する連合王国軍と交戦。6日間に亘る戦いの末連合王国軍はノルドグラムを死守したが、ベルフト直隷軍の動きは連合王国の予想を超えていた。
10月21日、ベルフト直隷軍はメルトランド北岸に上陸しノルウィッチを目指す。メルトランド東部国境のオトガル率いる連合王国軍は急遽レスノールに移動しベルフト軍を迎撃したが撃破され、オトガルは戦死した。南進したベルフト軍は10月25日にノルウィッチ城に到達、1日に亘る戦いの陥落させ、メルトランド女王スリスと、同じくメルトランド王族のノルウィッチ伯イザベラを拘束。さらにフェリタニアに進攻し、11月4日にはバーランド北西のラドフォード伯領を激戦の末壊滅させ、ラドフォード伯ウォーレンを戦死に追い込み、その娘でアヴェルシア廃王妃マリアの拘束を謀ったが、マリアの一子ウィルフレッドが自ら申し出て人質となった。その後もベルフト軍は進軍の足を止めず、11月9日、キール山脈を超えてキャメルウォータ平原へ進入、異母妹ステラ・ヴェレンガリア率いる守備隊と交戦状態に入った。
ノルドグラムのピアニィ直隷軍は10月26日にベルフト軍本隊を撃破した後、11月15日にステラの部隊と合流。ベルフト軍との合流を図っていた別働隊を奇襲、スリスら人質の奪還に成功する。その後、国境近くの森林地帯にて両軍は激突。長い戦いの末、最後は連合王国第一の騎士アル・イーズデイルがベルフトを下し、戦いは連合王国軍の勝利に終わる。
戦後処理
ステラとナヴァールはベルフトの処刑を要求したが、ピアニィはこれを却下し、ベルフトを辺境の城に拘禁する決定を下す（この決定はのちに禍根を残す事になる。#アリアンロッド・サガ・リプレイ・ゲッタウェイ参照）。
一方、国家間関係については、ピアニィが「アヴェルシアの継承国家たるフェリタニア王」「メルトランド王」「レイウォール王の王位継承権第1位」を合わせて有していることから、3国間の軋轢を回避するため、ナヴァールにより、(1)フェリタニア王位はウィルフレッドに譲位する（これはウィルフレッドの祖父に当たるウォーレンと、その遺志を受けて「アヴェルシアの王威の竜輝石」を預かるエルザの意向でもあった）。併せてフェリタニアは国号を旧来の「アヴェルシア」に復する、(2)メルトランド王位はスリスに返還する、(3)レイウォール王の王位継承権第1位はステラに移譲する、(4)フェリタニア（アヴェルシア）とメルトランドは連合国家を解消し、改めてレイウォールを加え、他の旧七王国や小国家の合流も視野に入れた「フェリタニア合衆国」を構成する。その元首はピアニィとする―との提案がなされた。11月18日にオーギュストが崩御したこともあり連合王国とレイウォールはこの提案に合意。ピアニィはオーギュストの遺言に従い、ステラを代理としてごく短期間レイウォール王に在位し、翌814年、フェリタニア合衆国は正式に発足した。

大崩壊（グレートディストラクション）
帝紀814年、エストネル王国で発生した事件。『サガ無印』7・8巻で描かれる。
10月7日、フェリタニア合衆国大統領ピアニィは、統一帝即位の儀式「四宝の試み」を行うため、エストネル王国を訪問。儀式は無事成功したものの、翌8日、エル・ウルフリック・ミンスターを妖魔・魔族の大群が急襲。これを予期していた国王エル・ウォーデンは、動員可能なセイン、ノーデンスを率いて迎撃に当たった。
しかし、その中で突如発生した衝撃波が、エル・ウルフリック・ミンスターを中心とした一帯を蹂躙。この結果、戦闘に参加していたセインの半数以上が斃れ、エル・ウォーデンも混乱の中で落命。事前に避難していた各国王族にも少なからず被害が及んだ。
この事件により、エストネル王国は王都エル・ウィン・フリット、中心点であったエル・ウルフリック・ミンスターが完全に壊滅。またこの事件以降、統一帝ピアニィ・ルティナベール、護衛として同行していたアル・イーズデイルおよびナヴァール、食客ベネットの4名が消息を絶ったままノルウィッチに帰還せず、行方不明となった。また、この混乱の中で「王威の竜輝石」が散逸し、メルトランド・ベルリールのものを除き、所在不明となっている。このうち一つはメルトランド近郊の都市「ビルベリ」に存在していることが確認されている。
これにより、エストネル王国跡は妖魔・魔族の闊歩する無法地帯と化し、また竜輝石とエストネルの管理による統一帝システムが崩壊。各国は覇権を求めて分裂、軋轢も発生している。
ビルベリ包囲戦
帝紀815年6月に発生した事件。「ゲッタウェイ」3巻で描かれる。
事の発端は、グラスウェルズ前王国軍師オスウィン・ゴーダの養女ヒルデガルドを筆頭とするギルド「ゲッタウェイ」が放浪の末、ビルベリに居住したことにある。到着当時の領主であるジェラルドは「王威の竜輝石」の権威を利用して暴政を強いており、これに反発したゲッタウェイの面々は前領主ヴィクトリオの協力を取り付けてジェラルドを解任、後任にヒルデガルドが就いた。
この過程でメンバーであるチコ・H・ワトソニーが「偉大なるヒース」の芽を宿していること、同じくメンバーであるリージュ・フェア・リースが前統一帝ピアニィと瓜二つの容姿を持っていたことが明らかとなっており、さらにヒルデガルドが預かる竜輝石がグラスウェルズのものであったことが対外的に知れるに至り、フェリタニア合衆国とグラスウェルズ王国はそれぞれに軍を派兵、ビルベリを包囲した。結果として両軍はビルベリを挟んで睨みあう形となり、あわや会戦というところまで事態は緊迫した。
この事態に対し、アガルタ公ロッシュは自身の姉であるナーシアを使者としてビルベリへ派遣。彼女の交渉によりグラスウェルズ軍が動きを鈍化させる中、ゲッタウェイは遺跡学者オズモッドK7とエクスマキナ・アンバーの助力により、ビルベリの地下にアンバーの本体である超巨大エクスマキナが埋まっていることを突き止め、これを起動させることで事態を打開しようと決断。結果、起動したビルベリは両国の軍勢を飛び越えて爆走を開始。対象を失った領国の軍は一先ず撤退した。
ピアニィ三分間の帰還
帝紀815年8月、合衆国首都ノルウィッチを正体不明の魔物の集団が襲撃する事件が発生。この事件に際し、統一帝ピアニィ以下の4名が一時的に帰還。事態収束後、ピアニィは統一帝および合衆国大統領位よりの退位を宣言。一連の事態の背後に旧レイウォール皇子ヒューバード・アーネルの存在があることを示唆し、再びアルディオンより姿を消している。
アガルタ公国包囲戦
帝紀815年8月に発生した事件。『デスマーチ』7巻、8巻で描かれる。
8月、アガルタ公国近辺で停止していたビルベリにて遺跡学者オズモッドK7が行方不明となり、さらにアンバーの不調により再びビルベリが暴走を開始。時同じくしてフェリタニア合衆国において焔硝石爆弾が奪われるという事件が発生した。捜索を命じられた特命部隊エンジェルファイヤーは、国を空けられない総司令アキナと王国軍師マルセルを残し、将軍ドランと特殊工作員ギィの2名が出動することになった。
両名はギィの伝手でオーレリー・カルマンから爆弾がビルベリに運び込まれたという情報を入手し、秘密裏に潜入。この時、オズモッドK7を捜索していたビルベリ領主ヒルデガルド他一名と遭遇した両名は、それぞれの情報を繋ぎ合わせ、事態の裏にバルムンク・ノヴァの存在があることを知って協力体制を取り、事態を収束させた。
一方、合衆国において前統一帝ピアニィが突如として帰還、合衆国体制に異を唱える国々への誅罰戦争を宣言。これに呼応してゴルフォード、レイウォールアライアンス、レイウォール中央政権、メルトランド軍、神聖アンリ帝国がそれぞれに軍を派兵。最初の標的としてアガルタ公国を包囲した。
一方、これら混成軍の指揮官となったアキナ、マルセルは統一帝スリス・ロイドスとノルウィッチ伯イザベラ・クリードの身柄を抑えられ抵抗不能に陥っていた。使者からの通達によってこれを受けたギィ、ドランは、ヒルデガルドの協力のもとビルベリを使用してノルウィッチに潜入、スリスとイザベラの救出に成功する。この後、姿を現したピアニィは誅罰戦争を宣言したのが己の偽物であったことを明かし、改めてスリスへの統一帝位譲位を宣言、さらに合衆国とビルベリの協力体制を締結した後再び表舞台から消えることになった。
これを受けたアキナは混成軍を解体し、アガルタ公国へ講和の使者としてゴルフォード軍指揮官ゲオルグを派遣。戦争は回避されたが、反逆者となったアベルがトレインゴーレムと焔硝石爆弾によるノルウィッチおよびビルベリの殲滅を画策。これに対し、公国を訪れていたチコ・H・ワトソニー、ギデオン・ガバドンと協力体制を取ったエンジェルファイヤーの両名はトレインゴーレムへ乗り込み、水際で特攻の阻止に成功した。
人類戦争
帝紀816年1月8日に発生した事件。『ゲッタウェイ』5巻、『デスマーチ』10巻、『無印』12巻のエンディングで描かれる。
この戦いに至るまでには、2つの発端が存在する。その一つは、アガルタ公国包囲戦終結後にレイウォールで発生したバルムンク・ノヴァの計画である。
レイウォール側の動き
815年11月当時、神喚者となって帰還していたピアニィは兄ヒューバードを打倒したものの、彼の計画によるエリンからのアルディオン大陸剥離を食い止めるべくエストネル王国跡に留まり、己の力を氷柱と成して世界を繋ぎ止める楔となっていた。これに対し、ヒューバードの復仇と彼の計画である「エリンからアルディオンを切り離して神や魔の干渉を退ける」を強行すべく、バルムンク・ノヴァ幹部である“仮面”のグリンダは、エストネルのピアニィを抹殺すべく“嘆きの一撃”を修復改造、焔硝石爆弾と各国大都市から集約した人々の生命力をエネルギーとした砲撃作戦“鎮魂曲計画”を実行に移していた。
使者としてエストネルから戻っていたベネットからの情報と、その後の調査でこれらの計画を掴んだ特務部隊エンジェルファイヤーは同年11月24日、計画を阻止すべくキール山脈へ急行。激戦の末グリンダを撃破、砲撃の阻止に成功する。しかしこの直後、アベル・クリードによる事実上の宣戦布告が成された。
グラスウェルズ側の動き
同時期、ビルベリの領主一行であるギルド“ゲッタウェイ”は、「王威の竜輝石」をグラスウェルズ国王フィリップに変換すべくベルクシーレを訪問。この際、何者かによって情報をリークされた偽物の一行による暗殺が実行されたが、水際でゲッタウェイにより阻止された。そして、815年11月24日、イルシールにて住民が邪悪化する事件が発生。ゲッタウェイによりこれも阻止されたものの、直後に一連の事件に関わってきた預言者マーリンが、自らの正体を“始祖の四人”の一人たる魔族“血の螺旋”であると暴露。宣戦布告を行い姿を消す。この直後、イルシールを訪問した前合衆国軍師ナヴァールにより、アルディオンの剥離を食い止めピアニィを解放するには、チコの頭に根付いている“偉大なるヒース”をエストネルに植樹することが必要であると確認された。
開戦後の経過
同月27日、アベルにより、神および魔族の争いと、それに関する事実をアルディオンの指導者層が隠蔽していたことが公開される。これにより一時混乱が発生したものの、バウエス公領軍師グレイ・ウォーデンが記者会見を開き、当のアベルも指導者層の一人だと批判を述べたことにより混乱は最小限に留められた。12月初頭、大陸に分散していた魔族勢力がエストネルへ集結。これに先立ち、フェリタニア合衆国が発起人となり、魔族を打倒するための連合軍が編成。ゴルフォード、リディル・バウエスが即位したレイウォール、フェリタニア、アガルタ公国の4国の軍を主力に、本命となるビルベリ軍はエクスマキナ・ビルベリを使用して一気に中心部へ肉薄、ヒースを植樹する計画が立てられた。
翌816年1月1日に連合軍およびビルベリによる閲兵式が行われ、進軍が開始。8日に開戦した。この戦いの中、ニャール・ラタンの情報により、アベルが各国の王を暗殺、その命を生贄に魔獣フィンブルヴェトルを召喚しようと目論んでいることが判明。これを受けたエンジェルファイヤーは戦場へ急行、王たちの暗殺を防ぐと共にアベルの拠点たる万能戦艦トリシューラへ突入。アベルを討伐、さらに呼び出されたフィンブルヴェトルの撃退にも成功した。同じ頃、エル・ウルフリック・ミンスター跡に突入したギルド“ゲッタウェイ”は、レイウォールの守護竜アイン・ソフの助力を受け、“血の螺旋”の撃滅とヒースの植樹に成功。これにより人類戦争は人類側の勝利に終わり、エストネルよりピアニィも解放されることとなった。
終戦後
戦闘終結後、ピアニィ率いるギルド“アブソリュート”は、アルディオンの戦乱の元凶であった“邪神の御子”を討伐すべく空中要塞へ突入。激闘の末“御子”の魂を撃滅したものの、ピアニィの肉体に封印された力は健在であった。これを解放し、再び戦乱の時代が来ることを憂慮したピアニィは帰還を断念し、直属騎士アル・イーズデイルを伴いアヴァロンへ移動。“御子”の力を消し去る術を模索することとなった。これを受けた軍師ナヴァールと食客ベネットは、救出した前レイウォール女王ステラを伴い地上へ帰還。合衆国は現状の態勢を正式なものへと移行し、ナヴァールはネビスに隠遁、ベネットはエリンディル大陸へと帰還した。
セフィロスが去ったことによる影響か、アイン・ソフはこの後しばらくして行方不明となり、大陸の守護竜は全て消えることとなった。
1月末、アヴェルシア宰相エルザ・ブルックスは妖魔の脅威を憂慮し、エリンディル大陸の制度に倣い冒険者ギルド制度を設立した。
妖魔討伐作戦
帝紀816年4月に行われた戦闘。
旧エストネルに設置されたニュービルベリ領主・ヒルデガルドが発起人となり、エストネルより妖魔を掃討する作戦が提案された。これに人類戦争に参加した各国が賛同し、結果街道の安全が確保、エストネル地方より妖魔が一掃されることとなったが、これに伴いラングエンドと旧七王国の領域が接触し、情勢はいまだ緊張状態にある。
この時期は終戦直後ということで結婚ブームとなり、その中でブルックス商会責任者エルゼリエが商会の擁する“ブルックス娘子軍”の面々（実に10万人を超える）の配偶者を求め、お見合い会を開催。この結果、娘子軍の面々は大陸各地に散っていくことになったが、公私共に優秀な彼女達の影響力はこの混乱の時代に大きく働くだろうと考えられており、一部識者は「今後のアルディオンはエルゼリエ体制によって動かされる」と評している。

### 軍事組織
バルムンク
当該項目を参照。
竜炎騎士団
レイウォール王国の騎士団。『サガ無印』シリーズでの団長はピアニィの姉ステラ（『サガ無印』3巻冒頭まで）、のちにピアニィの次兄ベルフト。竜輝石戦争終結後は不明。内部に「炎竜三十二将」と呼ばれる将軍連が存在している。
炎竜三十二将
竜炎騎士団内部に存在する将軍連。通称「レイウォール三十二将」。「一の将」「二の将」「三の将」「四の将」は、東西南北の名を冠された指揮官的存在である。
指揮能力・戦闘力などに秀でた人間が選ばれるが、その一方人気ランキング的な側面も強く、ネオス・リガートンのようにあからさまに無能な人間もいる。また、比較的軍師が多いのが特徴。
存在が確認されているのは以下の10人。
- 「東の将」“闘将”ラザファム・ドーントレス
- 「南の将」シャロン・フリッカー
- エイル・ガラド
- “弱腰軍師”セレステ・アボット
- “死神軍師”ネオス・リガートン
- “裏目軍師”マルセル・ベルトラン
- “メタメタ軍師”グレイ・ウォーデン
- “幸運軍師”ミック・ヴィルナー
- ヴァイスハイト・ホルン
- リアム・ヴェレンガリア

幻竜騎士団
グラスウェルズ王国の騎士団のひとつで、少数精鋭のエリートが所属する。団長はコランドベリー公リシャール。メルトランド戦役後はエダム公アンリが団長を務めたが、グラスウェルズ内戦と続く竜輝石戦争の終結後、再びリシャールが団長に返り咲いた。秘密任務を請け負う裏部隊が存在し、『ブレイク』シリーズのファントムレイダーズはここの所属である（ゼパは『ブレイク』5巻、それ以外の3人は『ブレイク』2巻、『サガ無印』3巻まで）。
白竜騎士団
グラスウェルズ王国の騎士団のひとつで、主力部隊。団長はエゼルバルド・バイゴッド。
錬金騎士団
ゴルフォード王国の騎士団で、錬金術を駆使した機械化部隊。高い戦闘力を誇る。団長はエイリンであったがバルムンクに暗殺され、後任にゲオルグ・ゲルリッツがついている。
黄金の狼
帝紀800年代当時、大陸最強と謳われていた傭兵団。『アクロス』の初期ではアヴェルシア王国に雇われ、グラスウェルズ軍に応戦していた。当時の隊長は『ブレイク』シリーズのプレイヤーキャラクターでもあるカテナ・アウレア。後に偵察小隊「銀の鈴」メンバーがその名を継ぐ（本記事で「新生『黄金の狼』」と呼ぶ場合はこの時期のメンバーを指す）が、直後の「アヴェルシアの服属」に端を発する事件で隊長のユンガーがお尋ね者となり、その後彼がノーデンスとなったために解散した（ルール上のギルドとしては存続している）。しかしメンバーはその後も相互につながりを保ち、バルムンクの動きを追っていた。後に、ユンガーの任務に協力する形で全員が再集結し、ベリアルの打倒に尽力。ベリアル消滅後、「アヴェルシアの服属」当時のメンバーだったツヴァイを隊長として再建を果たしている。
ノーデンス
エストネル王国の密偵組織およびそのメンバーの名称。バルムンクとは数百年の長きにわたり戦いを繰り広げている。エストネル王の勧告を伝えるため人前に出る時は、黒のローブに身を包みエストネルの国章を刻んだ角笛を持って現れる。
ノーデンス内部には、さらに「ライノット」と呼ばれる刺客集団が存在する。こちらは、主にバルムンクに対応するための組織であり、ユンガーはここに属する。大崩壊によって瓦解したが、残党はユンガーが中心となって取りまとめ、妖魔への対抗勢力として活動を続けている。
聖堂騎士団
エストネル王国に存在する騎士団。
エル・ウルフリック・ミンスターに眠るセイン達はここの所属であり、ゼパも『ブレイク』完結後はここに属する。大崩壊によるエストネルの消滅とセイン達の被害により、実質的に瓦解した。
鋼鉄騎士団
フェリタニア合衆国（およびメルトランド王国）の首都として急速に拡大するノルウィッチを防衛するため、ナヴァールの肝煎りで設立された警備騎士団。主要隊員はエクスマキナ化して生き残った「アヴェルシアの服属」時のアヴェルシア王室警備兵たちである。ドラン・ベレレンが隊長を務め、隊員の中には人間だった頃のドランの部下や同僚もいる。

### その他
統一帝（アルドワルダ）
アルディオン大陸諸国独特の国際政治システム。「王威の竜輝石」と「王権の四宝」を全て所有した王が、「四宝の試み」と呼ばれる儀式とエストネル王の裁可を経て名乗る事ができる。統一帝はアルディオンの宗主国として限定的ながら他国の行政に関与することができる（他国から徴税する権利など）。統一帝の位は国家間で移動し、他国からの請求とそれに基づく戦争がない場合、宗主国の王家が世襲する。「四宝の試み」を行うには7つの「王威の竜輝石」とその所持者（すなわち七王国の王＝統一帝本人、審判者たるエストネル王、統一帝に従う5人の王）が必要とされるため、統一帝位請求戦争は王の殺害や王家の滅亡を禁忌としてきたが、帝紀723年にベルリールが滅亡し七王国の一角が欠け、「ベルリールの王威の竜輝石」も行方不明となったため、814年夏に「ベルリールの王威の竜輝石」が発見されベルリールが再興されるまで、「四宝の試み」は行なわれなかった。
有史以来グラスウェルズ王が統一帝に就いたことがないなど不可解な点も持つ。
“真の四宝の試み”
「四宝の試み」には、「真実の竜輝石」を持つ統一帝のみが行いうる隠されたイベントがある。それが “真の四宝の試み”である。
実は神竜王セフィロスは、“邪神の御子”と絡みつく状態で眠りについており、これによってアルディオンにおける妖魔・魔族の力を抑制している。「真実の竜輝石」を持つ統一帝は、エル・ウルフリック・ミンスター神殿の「帝王の間」を開いて、「王威の竜輝石」各個の色を持つゴーレムを倒したのち、セフィロスを召喚する。これをもって“真の四宝の試み”は終了する（セフィロス召喚後、統一帝は「帝王の間」から出てよい）。
“真の四宝の試み”はセフィロスの解放と“邪神の御子”討伐をも意味する。逆に妖魔・魔族にとっては“邪神の御子”解放の唯一の機会でもある。エル・ウォーデンは“真の四宝の試み”を狙って襲来するであろう妖魔・魔族に備えてセインとノーデンスをエル・ウルフリック・ミンスターに集結させた。そして彼の予測通り妖魔・魔族は大群を率いてエル・ウルフリック・ミンスターに襲来し、人類に一大決戦を挑むことになった。
しかし、帝紀814年10月、ピアニィがこのイベントに挑んだ際、セフィロスと邪神の御子をその体に取り込むという予想外の事態が発生。この時に放たれた力の波動により、エストネル王国は壊滅状態に陥った。

竜輝石
神竜王セフィロスが魔族駆逐のため英雄ウルフリックに授けた魔力石。8種計29個存在し、そのうち「王威の竜輝石」と呼ばれる7個の石を有する者は「王」を称し国家を起こす権利を持つ。
ピアニィは「真実の竜輝石」（別名『ひとつの石』）を、ツヴァイは4個あるとされる「剛健の竜輝石」の一つを、ナーシアとドランは5個の「知恵の竜輝石」の一つずつを、リージュは「真実の竜輝石」の対存在である「もうひとつの石」を有する。
7個の「王威の竜輝石」は紆余曲折をへて、各国の王の下にある。「グラスウェルズの王威の竜輝石」には、バルムンクによって「魂を食らう力」が植え付けられ、ロッシュの魂や、過去に武勲を立てながら統一帝請求を退けられた3人の王（その一人は現国王フィリップの祖父『騎士王』エグベルト）の怨念、「純白竜」アインの魂が取り込まれていた。この「魂を食らう力」はファントムレイダーズがアザゼルを倒したことにより消滅している。「ゴルフォードの王威の竜輝石」は、テオドールの手を経てバルムンクに渡り、ルドルフの手で魂が「知恵の竜輝石」に移し替えられるまで長くドランの動力源になっていた。「ベルリールの王威の竜輝石」はベルリール王国の滅亡後、廃都ベルリールの王宮跡地下の迷宮に隠されていたが、アンスラと彼女に協力した冒険者たちの手で無事発見された。「アヴェルシアの王威の竜輝石」は「アヴェルシアの服属」の際にマリア王妃と彼女を守る新生「黄金の狼」によってフェリストルから運び出され、その後エルザがマリアの実家であるラドフォード伯爵家より預っていた。「レイウォールの王威の竜輝石」はピアニィの首飾りに隠され、「メルトランドの王威の竜輝石」は一貫してスリスの手にあった。これら「王威の竜輝石」は帝紀814年10月のエル・ウルフリック・ミンスターでの「四宝の試み」で、「真実の竜輝石」と共にピアニィの許に集められている。しかし、その直後に起きた事態に伴い、「王威の竜輝石」は大陸各地に散逸し、スリスの保持するメルトランド・アンスラの保持するベルリール以外は所在不明となった。
帝紀815年にビルベリ領主ヒルデガルドがグラスウェルズの王威の竜輝石を所持していたことが発覚。紆余曲折を経てこの石はグラスウェルズ国王フィリップへ返還されている。
ウルフリックはアルディオン大陸に渡る際にいくつかの竜輝石をエリンディル西方に残している。ベネットが追い、『サガ無印』3巻にて回収した竜輝石はその中の一つで、2個存在するとされる「彷徨の竜輝石」（別名『旅人の石』）の一方。この石はセフィロスからエリンディル西方の神竜の座を継いだゾハールから初代の薔薇の巫女に託され、代々の薔薇の巫女に受け継がれていた。
精神との親和性が高く、内部に取り込んでしまうこともある。この影響を受けたのはグラスウェルズ歴代の3王「不死王」ユーグ、「賢者王」フェルナンド、「騎士王」エグベルト、現アガルタ公ロッシュ、「純白竜」アイン、バルムンクの一員であった“火焔剣”のアインなど。
聖なるヒース
「聖樹」「偉大なるヒース」とも呼ばれる。メルトランドの王都レスノールの王宮デイスター城内にあり、代々の女王に神託を与える。もとはメルトランドの先住民族「フェン」が崇拝していた神木で「エリカ」と呼ばれていた。メルトランド戦役の最中にナーシアを次代女王に指名し「知恵の竜輝石」を託して枯死。スリスはこの一部始終を見ており、そのため「メルトランドの王威の竜輝石」を保有しているにもかかわらず、竜輝石戦争の戦後処理計画によってフェリタニア合衆国が成立するまで「メルトランド王」を称することを拒んでいた。ナーシアはアザゼル討伐後、ヒースの新芽を求めて旅に出た。この新芽は、経緯は不明ながらチコ・H・ワトソニーの頭に根付いている。
帝紀
「帝王即位紀元」。英雄ウルフリックがフェリタニア統一帝国の皇帝に即位した年を持って帝紀元年としている。ピアニィがフェリタニア王国を建国した帝紀812年はエリンディル大陸では聖暦1007年に当たる。
七王国
帝紀600年代においてフェリタニア統一帝国の流れを汲むとされたゴルフォード、ベルリール、アヴェルシア、レイウォール、メルトランド、グラスウェルズ、エストネルの7ヶ国。当時「王威の竜輝石」はこの7ヶ国の王が有していた。帝紀723年に、レイウォールと交戦中だったベルリールが謎の滅亡を遂げ、「ベルリールの王威の竜輝石」が行方不明になったことでアルディオン大陸の戦乱は激化した。
“領地交換”
メルトランド戦役中の帝紀812年10月、フェリタニア王国軍師ナヴァールとレイウォール王国第1王子ヒューバードの間で交わされた密約の一部。『サガ無印』2巻で描かれ、『ノベル・デスマーチ』1巻の背景設定にもなっている。
密約の内容は(1)フェリタニアの対レイウォール不可侵、(2)メルトランド女王スリスはメルトランド全土を統一帝・レイウォール王オーギュストに委ねる、(3)オーギュストはレイウォール領アヴェルシアをスリスに私領として譲渡する、(4)レイウォールはフェリタニアを国家承認する。これによりピアニィのレイウォール王位継承権は消滅する―というもの。“領地交換”とはこの密約の(2)と(3)を指す。
ナヴァールの真意はレイウォール軍を介入させることでグラスウェルズ軍を抑止させ、メルトランド戦役のフェリタニアへの波及を食い止めることと、フェリタニアによる旧アヴェルシア王国の領土の回収、そしてメルトランド難民の受け入れにあった。
この密約はスリスと、同じメルトランド王家に属するノルウィッチ伯イザベラの了解の下、ナヴァールの独断で行なわれた。スリスとピアニィ（彼女には密約は隠されていた）への責任追及を阻止するため、ナヴァールは軍師としての同門であるレイウォール第1王女ステラを通じて「ナヴァールはスリスに無理やり（密約の）書簡を書かせた」という偽情報を流布させてもいる。
ヒューバードには密約を守る意思はなく、キンバリー・ボレスワフ率いる軍にバーランドを急襲させ、さらにナヴァール抹殺を図るべく別働隊を動かしたが、いずれも敗退している。結果、密約は実行され、フェリタニアは旧アヴェルシア全土を事実上回収、レイウォール軍とグラスウェルズ軍の主力はノール川を挟んでにらみ合う形になった。また“領地交換”はメルトランド人を激昂させ、のちにピアニィがメルトランド・レジスタンスの協力を求める際の最大の障害となった。さらに旧アヴェルシア駐屯のレイウォール軍内にはフェリタニア進攻を主張する勢力もおり、一部はフェリタニア（アヴェルシア）に残り、陰謀を企てることとなる。

## アリアンロッド・サガ・リプレイ
『アリアンロッド・サガ』シリーズで、もっとも先行して世に出たリプレイシリーズ。通称『サガ無印』もしくは『無印』。GMおよび著者は菊池たけし。イラスト担当は佐々木あかね。
詳細はアリアンロッド・サガ・リプレイを参照。

## アリアンロッド・サガ・リプレイ・アクロス
『アリアンロッド・サガ』シリーズでは2番目の登場となったシリーズ。GMおよび著者は『ハートフル』シリーズの久保田悠羅。イラストは1?3巻は植田亮、4?5巻は村正みかど（武礼堂）。
詳細はアリアンロッド・サガ・リプレイ・アクロスを参照。

## アリアンロッド・サガ・リプレイ・ブレイク
GMおよび著者は鈴吹太郎。イラストは四季童子。
詳細はアリアンロッド・サガ・リプレイ・ブレイクを参照。

## アリアンロッド・サガ・リプレイ・デスマーチ
GMおよび著者は田中信二。イラストは猫猫猫。
ゲストプレイヤーとしては、声優の酒井香奈子が参加。
詳細はアリアンロッド・サガ・リプレイ・デスマーチを参照。

## アリアンロッド・サガ・リプレイ・エチュード
GMおよび著者は緑谷明澄。イラストはいろは楓。2011年8月現在2巻。
第1話「奪われた勝利の証」は『ゲーマーズフィールド別冊』Vol.19「アリアンロッド・サガ演義」に収録。2010年11月、書き下ろしの第2話「秘められた恋の行方」と合わせて文庫化された。
『サガ無印』『ブレイク』『デスマーチ』と同一の時間軸で、『コンチェルト』の舞台であるシェルドニアン学園の新入生たちの奮闘を描く。プレイヤーキャラクターのレベルは1から開始されている。『アリアンロッド・サガ・タクティクスガイド』で実装された「アルディオン・レジェンドデータ」の導入例ともなっている。
大竹みゆや緑谷（当時はフリーライターの傍ら、大竹のサークル「TRPG部ルティナス」に加わっていた）と会食の機会を持った菊池たけしが、「『アリアンロッド・サガ演義』に収録する予定のリプレイの内容が決まらず、社内で揉んでいる」と口にしたところ、緑谷から「初めての読者にも分かりやすいようにPCレベルは1スタート。ただしそれだと『アクロス』と被るので、漫画版と同じシェルドニアン学園を舞台とする（いわばアルディオン版『ハートフル』）」「GMは不慣れな人がいい。その方が読者の共感を得られやすい」などとアイディアを出され、それを受けて企画が立ち上がり、単にアイディア出しのつもりでいた緑谷はGMに指名されて当惑したという逸話がある。緑谷はこの後F.E.A.R.に入社している。

### 登場人物

#### ギルド「……してあげてもよくってよ」
ギルドマスターはユファ。もともとはシェルドニアン学園の新入生歓迎行事のために作られた。「その時点での行動目的」＋「してあげてもよくってよ」（ユファの口癖）がそのままギルド名になる。そのためギルド名は1セッション（リプレイ1話分）中であっても頻繁に変わる。
ユファ・プリムナード・コネリー （大竹みゆ / -）
ヒューリンのメイジ/アコライト。
アヴェルシア出身。『サガ無印』で登場するタスラム・コネリーの孫。一見高飛車だが、実は人付き合いが苦手で、思っていることとは反対に強気な言葉を口にしてしまう。お化けが苦手。
ある時迷子になってしまった自分を助けてくれた少年に憧れ、彼と再会すべくシェルドニアン学園に入学、学園一を目指している。祖父直伝の教えに従って戦うが、その教えは「まず神官から狙え」「やられる前にやれ」「確実に当てて落とせ」と過激。
本来は高位の魔術師のスキルである「フロストプリズム」を使うことができるが、コネリー家の秘伝とあってめったに行使することはない。ギルド内でただ一人コンボスキルを持っており、クラスの関係でその大半の攻撃を使用できる。しかし、他の3人が対応スキルを持っていないためひとりコンボ状態になっている。学園内では奉献活動部所属。
1巻2話「秘められた恋の行方」では憧れの少年と別れ際にプレゼント交換をしたことが明らかになっている。ユファがあげたのはペンダントで、先端のロケット部分にメッセージが書かれている。が、現在の当人にとってはあまりにも恥ずかしくて人に言えないような事らしく、現在でも不明(久保田曰く「黒歴史扱い」)。クラスメイトのアレックスがそのペンダントと同じものを着けていたため、件の少年ではないかと考えてプリンセスを目指していた(オープニングの時点で違ったことが発覚したが、PCとしてはクライマックスまで知らないままだった)。
2巻4話「迫り来る謎の影」のプリプレイで一度プリーチャーにクラスチェンジしてまたアコライトに戻っている。これは主力のコンボスキル「セレスチャルシャワー」がアコライトでしか使えないため。エランド（プリーチャーがセフィロスから受ける使命）は「友達を作りなさい」だった。戦闘では多彩なコンボスキルと一発限定の「フロストプリズム」による魔法攻撃が主力。
ルーチェ・ルベド （久保田悠羅 / -）
ネヴァーフのアコライト/ウォーリア。
ゴルフォード出身。高位の神官の家に生まれ、父のもとで修行を積んでいたが、神竜王セフィロスの神託を得てシェルドニアン学園に入学した。何かあると「これは神様の試練です!」と口にする癖がある。ネヴァーフらしく機械類に強い。見かけによらず怪力で、戦闘時には背丈の倍はあるハルバートを振るう。学園内では保健委員会所属。身長は80センチと、平均身長が低い種族であるネヴァーフの中でも小柄。
面倒見がよく、気のつく性格で、「秘められた恋の行方」ではアレックスに告白するためにプリンセスを目指したい、というフローラの相談に快く応じていた。が、アレックスにペンダントの真相を聞くため同じくプリンセスを目指すユファの手伝いもしなければならなくなったため、真相を言えないジレンマに悩む羽目になった。
戦闘では「ブランディッシュ」による範囲攻撃と「プロテクション」による防御を担当し、パーティの戦力の要となっている。「迫り来る謎の影」のクライマックスでは「プロテクション」の出目が爆発し、パーティ全滅を紙一重で防いで勝利の立役者となった。
基本的に面倒見がいい性格で、周りからも頼られることが多い。3話では、前巻で恋が成就したアレックスに対してなぜかいきなり「爆発しろーっ!!」と叫んでいた。
ユーキリス （田中信二 / -）
ドラゴネット（レパータル）のシーフ/アルケミスト→バード。
考古学者の父親は家に不在がち(田中曰く「ラピュタを探している」)な上「帰ってこなければお前が探せ」という無茶な伝言を残しており、父親探しの一環も兼ねて考古学を学ぶためシェルドニアン学園に入学した。おっとりした性格で、趣味は料理。錬金術を随所に応用した「錬金料理」の研究をしている。常に複数のポーションを携帯しており、ヒーラー的役目を果たす。語尾は「○○ドラ」。自分の部屋が溜まり場にされがちのため、それを避けるべく学園内ではオカルト研究会に所属している。
決勝で戦ったギルドのメンバーであるゴンザレスに惚れこまれており、「ダーリン」と呼ばれて付きまとわれている。また、部屋によく人が来る関係から掃除が得意。
戦闘では「ポーションピッチ」を主体とした回復・支援を担当。
パル （鈴吹太郎 / -）
ヴァーナ（アウリク）のウォーリア/シーフ。
暗殺者や傭兵の輸出で成り立っている小国の王族だったが、親に勘当されてしまい、学業を積んで世の中を救うという志を持ってシェルドニアン学園に入学した。群れることが嫌いな性格ゆえ学園内で孤立しかかっていたが、ユファの押しの強い勧誘に根負けしてギルドに加わった。アウリクであるためかユファからは「タマちゃん」と呼ばれている（ユファの飼っているネコの名前らしい）。実家を出る際、蔵から「アマルガムの輪環」という腕輪を持ち出しており、この効果によって高い回避能力を持つ。イメージは「なめ猫」で、長ラン、鉢巻き、学生帽に下駄とそのままな格好をしている。行動値が一番高いため、毎回いきなり突っ込んでは支援を受けられない、という不遇な目にあっている。学園内では風紀委員会所属。
「秘められた恋の行方」では優勝ギルドの一人ということで周囲から一目おかれており(当人曰く「番長」)、実際学年内では一番強い。ヨハンに対抗してプリンスを目指したが(当人は「男子の1番を決める」事だと思い込んでいた)、途中で方針転換してユファの手伝いに回っていた。
2巻でも相変わらずの回避力を発揮して前線を構築していたが、3話「恐るべき先輩の伝説」のクライマックスでは振ったダイスの出目が異様に低く、ピアニィの反撃を喰らってギルド初の戦闘不能者となってしまった。

#### シェルドニアン学園の生徒たち
ヘクター・ドールトン
ヒューリンのウォーリア。シェルドニアン学園の生徒会長を務める銀髪の男子。第1巻のカラー口絵で息巻くユファの後ろで両手を合わせている人物は彼である。名前は「恐るべき先輩の伝説」で明らかにされ、サプリメント『サガ・クロニクル』ではフルネームが判明している。
「奪われた勝利の証」で優勝旗を盗まれると言う大失態を演じてしまい、ユファ達に奪還を依頼した。
ルーゼル
ヒューリンのウォーリア。「奪われた勝利の証」での新入生歓迎模擬戦決勝戦でユファのギルドと対戦した「特攻！ 一撃滅殺隊」のギルドマスターを務める。
両手剣を持った優男で、何かと「愛」を口にする。言い回しや態度が妙に芝居がかっており、プレイヤーからは「キモイ」と言われていた。
アニカ
ヒューリンのアコライト。「特攻！ 一撃滅殺隊」のメンバー。
ギルドの方針からサポートが出来ないため、モーニングスターによる前衛戦闘を行う。巨大な武器を持っているルーチェに対抗心を燃やしている。
ゴンザレス
ヒューリンのメイジ。「特攻！ 一撃滅殺隊」のメンバー。
外見は筋肉質な大柄の男性だが心は女性で、ユーキリスに惚れこんでいる。なお、感謝祭では男にも関わらずプリンセスを目指していた(システム的に許可されているのかは不明)。
レスター
ヒューリンのシーフ。「特攻！ 一撃滅殺隊」のメンバー。
ギルド唯一の常識人で、非常に苦労症。どうも無理やり引っ張り込まれたらしく、模擬戦では度々「早くギルドを抜けたい」とぼやいていた。3巻でも他のメンバー共々出演しており、結局脱退は諦めたらしい。
アレックス
ヒューリンのウォーリア/サムライ。「秘められた恋の行方」に登場（以下ヨハンまで同じ）。
ユファがかつて憧れの少年に贈ったペンダントと同じものを着けており、そのため「王子様」ではないかと思われていた。フローラとは相思相愛だがまったく気付いておらず、彼女に告白するべくプリンスを目指していた。しかし、剣術実習でヨハンに怪我を負わされたことでそれが難しくなり、ゴンザレスの伝手でユーキリスに相談を持ちかけた。
本来の実力は相当なレベルらしく、実習ではパルを僅差で破っている。そのパルとは剣のライバルで、大規模模擬戦ではついに正面対決が実現した。
フローラ
ヒューリンのメイジ/バード。
名門貴族や王族の子弟が多いシェルドニアンでは珍しい庶民の出で、若干浮いている。常からヨハンに言い寄られているが本人は幼い頃に仲の良かったアレックスに想いを寄せている。そのため彼に告白しようとプリンセスを目指したが、条件となるアップルパイを焼くためのリンゴを手に入れる場所を知らなかったため、ルーチェに相談を持ちかけた。
お菓子作りの腕はかなりのもので、本職に引けを取らない。
ヨハン
ヒューリン。
名門貴族の出で、かなり嫌味な性格。フローラに想いを寄せているが、本人の話をまったく聞こうとしない。さらに、風紀委員であるパルにも「関係ない」と返すなど、視野が狭く器が小さい。確実にフローラをダンスに誘うべくプリンスを目指したが、条件となる七面鳥を買い求めるという反則を犯した。この件は明るみに出る事はなかったが、結局プリンスにはなれず、ユファに一喝されて退散した。
ジェニー
ヒューリンのメイジ/サモナー。
ヨハンの妹だが、兄とは外見・内面ともに全く似ていない。ヨハンにしょっちゅう手を焼いているらしく、「馬鹿兄貴」と呼んで頭を抱えている。人当たりと面倒見のいい性格で、フローラと仲良し。
シャルロット
ヒューリン（ハーフエルダナーン）。
愛称「ロッテ」。ヘクター達のクラスメイトの女子で、ピアニィの大ファン。彼女の在学中から憧れていたらしく、3話で出会った時にはほとんど我を忘れていた。それが高じて「迫り来る謎の影」ではピアニィの忘れ物を直接返しに出かけたが、これがためにトラブルに巻き込まれてしまう。
性格はユファをそのまま映したようなツンデレで、クラスメイト達はユファを見て「ロッテみたいだ」と評していた。
ビアンカ
ヒューリンのメイジ。
アレックスのギルドのメンバーで、地属性の魔法に長ける。大規模模擬戦で登場したが、詳しい人物像は不明。

#### シェルドニアン学園の教職員たち
エゴール
ドラゴネット（アンスロック）。学園長。厳格な雰囲気をたたえた老人。趣味はチェス。
「恐るべき先輩の伝説」では、ピアニィ来訪を受けて、アルトリウス祭のメイン企画である大規模模擬戦のカードを当初の予定から「ピアニィ軍vsエルザ軍」に変更した。
エルザ・ブルックス
嘱託魔術師兼特別講師。風紀委員会の担当でもある。詳細は『アリアンロッド・サガ・リプレイ・アクロス』を参照。
「恐るべき先輩の伝説」ではアルトリウス祭の大規模模擬戦でピアニィ軍の相手方の大将を務めた。当時は《フレイムクラック》を会得したばかりで、結果、大規模模擬戦は《フレイムクラック》とピアニィの《フロストプリズム》の乱打戦となった（無論標的は互いに大将を目指す生徒たち）。

#### その他の登場人物
盗賊の頭
ヒューリン。「奪われた勝利の証」に登場。
優勝旗を奪った盗賊団の頭。大きな槍を携え、シルクハットにマスカレードマスク、タキシードという異様な風体をしている。エリザベータという巨大なトカゲをペットとして連れており、共に戦う。
ユファの「フロストプリズム」を受けて倒されたが、正体は意外な人物であった。
林檎四天王
全員ヒューリンの老人。「秘められた恋の行方」に登場。
シェルドニアンの近くにある林檎園の従業員で、「四天王」は自称。登場時には林檎の仮面をつけていた。管理が大変らしく、「試練」と称してユファ達に仕事を手伝わせていた(歌勝負のパルは例外)。
林檎皇帝
ヒューリンの老人。「秘められた恋の行方」に登場。
「皇帝」というのは自称で、林檎園の管理人を務めている。人があまり来ないために少々寂しかったらしく、ユファ達が遊びに来る約束をした時は心底喜んでいた。
ピアニィ・ルティナベール・フェリタニア
フェリタニア王国女王。「恐るべき先輩の伝説」に登場。詳細は『アリアンロッド・サガ・リプレイ』を参照。
メルトランド戦役を終結させるエル・ウィン・フリット講和会議に出席するためエストネルを訪れ、スケジュールの合間を縫ってアルトリウス祭で賑わう母校を訪問。エゴールの発案で対抗模擬戦の大将となって参加。ゲーム的にはタッチして来た相手に「フロストプリズム」で反撃する、という設定だったが、これがために「○○してあげてもよくってよ」が半壊に追い込まれた（避けそこなったパル、ユファをカバーリングしたルーチェが戦闘不能）。
ナヴァール
フェリタニア王国軍師。「恐るべき先輩の伝説」に登場。詳細は『アリアンロッド・サガ・リプレイ』を参照。
ピアニィに随行してエストネルに赴き、エゴールにピアニィのシェルドニアン学園訪問とアルトリウス祭参加を要請した。大規模模擬戦の後は戦闘不能になった生徒の治療を担当。
ベネット
エリンディル大陸西方の聖都ディアスロンドより派遣された将軍でフェリタニア王国の客将。「恐るべき先輩の伝説」に登場。詳細は『アリアンロッド・サガ・リプレイ』および『アリアンロッド・リプレイ』を参照。
ピアニィの護衛としてシェルドニアン学園を訪問したはいいが、早食い大会では早食い四天王に惨敗、のど自慢大会では客はもちろん出場者まで白けさせるなど狼藉を働いた挙句、寮の女子浴場で入浴中に見つかり、怒ったピアニィの《フロストプリズム》で制裁されてしまった。『サガ無印』ではシリアスな場面でも強い存在感を見せるようになったベネットだが、ここでは久々に「三下犬娘」ぶりを発揮している。

## アリアンロッド・サガ・リプレイ・ゲッタウェイ
GMおよび著者は藤井忍。イラストはヤトアキラ。『サガ無印』と対となるリプレイという意味では、ルール第一版の終息を前に完結した『アクロス』『ブレイク』両シリーズの後継的位置にある。
詳細はアリアンロッド・サガ・リプレイ・ゲッタウェイを参照

## アリアンロッド・サガ・リプレイ・メイビー／イフ
GMおよび著者はたのあきら。イラストは椋本夏夜。
初出は『アリアンロッド・サガ・リプレイ・イフ』として『GF』15th Season Vol.4-5に掲載された「レイウォールの奇跡」。
のちに書き下ろしの「バウエストンの逆転」を加え、富士見書房より単行本として発売された。この二編はPCは同一だが個々のエピソードは独立しており、「レイウォール〜」は『サガ無印』3巻5話「フェリタニア絶対防衛線」の、「バウエストン〜」は同7巻11話「共に幸せな未来を」の「if」＝仮想戦記リプレイという異色の作品であった。また後者は『ゲッタウェイ』とも関連を持っている。
その後「バウエストン〜」のキャラクター設定をほぼ踏襲し、アルディオン正史に組み入れられる形で『GF』16th Season Vol.4-5にて『メイビー』が開始された。
このため、本項目では正史である『メイビー』を中心として記載する。
開始時点でのPCのレベルは16と、これまでの『アリアンロッド・サガ』リプレイでは最高で、『サガ無印』『ブレイク』同様、全員が当初から上級クラスを取得し、その後PC4人中3人が『2E上級ルールブック』で設けられた「称号クラス」も取得している。
PCの一人は、ルール第一版サプリメント『エリンディル東方ガイド』で新たに設けられながら「アリアンロッド・リプレイ・ブレイド」では使われていなかった地域クラス「バートル」を有しており、本リプレイはエリンディル東方とアルディオンという文化圏がクロスオーバーした初のリプレイでもある。

### 登場人物

#### ギルド「ドラゴンファイヤー」
ギルドマスターはリディル。レイウォールの小邦バウエストンの領主と、その臣下たちという関係である。
リディル・バウエス （藤井忍 / -）
ヒューリン。17歳。クラスはパラディン/モンク/ドラグーン。
ベルフトの母系に当たるレイウォール北部・バウエス伯爵家の嫡子にして、バウエストン領主。ベルフトに手ずから鍛えられたというハードな経歴を持ち、命を軽視する姿勢を嫌う。さらにバウエス家の嗜みとして手芸も得意。「はにゃー」が口癖。『デスマーチ』のマルセル・ベルトランは軍学校の先輩に当たる。
一見すると純朴な少女だが、その実領主としての責任感が強く高い精神力を持つ。また策略家としての一面も散見され、「腹黒」と揶揄されるほどの強かさを見せることもある。
「メイビー」では最終的に瓦解しかかっているレイウォール王国をまとめるべく、ステラの後任として即位している。
戦闘においては前衛を担当。並外れた防御力で味方を防御する盾役が主なポジションで、メイスによるサブアタッカーとしても活躍する。
「レイウォールの奇跡」における相違点
クラスはパラディン/モンク。メルトランド戦役にて従兄ベルフトが戦死し、摂政だったヒューバードも失踪するなど、混乱の渦中にあるレイウォール王国にて、新たに摂政となったステラの命で竜炎騎士団の団長に就く。グレイ達3名を率いてレイウォール防衛戦の指揮を執り、計略を絡めた作戦遂行で勝利をもぎ取った。なお、この世界でのギルド「ドラゴンファイヤー」は、団長（リディル）の直轄部隊である。
「バウエストンの逆転」における相違点
「大崩壊」とそれに続く混乱で負傷した王ステラを連れ逃れてきたゲッタウェイを匿い、後を追ってきたピアニィ平和軍と対峙する。

グレイ・ウォーデン （鈴吹太郎 / -）
エルダナーン。100歳以上（外見は老人）。クラスはソーサラー/フォーキャスター/メンター。
若き領主リディルを支える有能な軍師だが、PCが知り得ないような事柄を語ったり（いわゆるメタ発言）、「シーン」「シナリオ」「今回予告」「判定」「エキストラ」など、TRPG用語をPCの立場から発言し続け、結果として「メタメタ軍師」なる異名がついている（ストーリー上は「未来を見通したかのような意味不明の発言が目立つ」という理由付けがされている）。一人称は「ワシ」。
「メイビー」ではメタ視点が役に立たなくなり、「真面目軍師」へと異名が変わっている。
召喚魔法と戦略魔術を操って戦場をコントロールするパーティの知恵袋的存在。先々を見通す戦略眼や他国の内情にまで通じた情報網など、バウエス公領を政治的な面から支える。時折出所不明のやけに正確な知識（「始祖の四人」の内情や“純白竜”アインの消滅など）を披露することがあるが、本人もなぜ知っているのかは知らない。
「レイウォールの奇跡」における相違点
クラスはソーサラー/メンター。元レイウォール三十二将の一人。ヒューバードやハーリング伯などレイウォールの主だった要人がバルムンクと通じている事実を把握し、国王オーギュストに直訴しようとしたが、バルムンクに先手を打たれ投獄されていた。投獄後も「合図ひとつで国が滅んだ」「大陸を焼き尽くしかねない」などのデマを流布され、危険人物との印象を与えられていた。
「バウエストンの逆転」における相違点
前述のバルムンクとの癒着をオーギュストに直訴する直前に司直の手が伸びるも辛くも逃れ、バウエストンに脱出した経緯が語られている。

バヤン （大畑顕 / -）
ヴァーナ（アウリル）。クラスはナイト/バートル。21歳。
エリンディル東方の新興国タルタル・ハン国の出身。所属していた部族が滅んだのを機に放浪の旅に出たが、アルディオン大陸に向かう途中で船が難破し、ノルドグラム近郊の海岸に流れ着いたところをリディル（「レイウォールの奇跡」ではグレイにも）に救われた。「恨みは十倍に、恩は百倍にして返せ」という家訓を持っており、それに従ってリディルの配下に加わる。タルタル出身らしく竜に騎乗しての高速戦闘を得意とする。得意技は「ホースバトラー」による竜との連続攻撃。
名乗りの上げ方が覚えられない、突然三下化するなど奇矯な一面もあり、その野生児ぶりから、カルロスからは「野良犬」「駄犬」と呼ばれている。なお、「イフ」「メイビー」のいずれにおいても明確な変更点はなく、「バウエストンの逆転」においては師匠がニンジャだったこと程度。
実は船に弱く、すぐに酔う。
乗っている竜とは微妙に上下関係が逆転しており、空から竜がバヤンを投げつけ、その後自分で攻撃、というパターンが多い。
カルロス・ウィンチェスター （齋藤幸一 / -）
ヒューリン。クラスはスカウト/アルケミスト/ハイランダー。24歳。リディルに合流するまではベルフトの配下にあったが、ベルフト軍が連合王国軍に降服したのを機に離脱。放浪の末リディルに仕官した。
身長ほどもある巨大な狙撃用錬金銃「シンディ」（外見は無反動砲風）を使用しての狙撃を得意とする。モットーは「ワンショット・ワンキル」。レイウォールの地方領主の次男という出自故、バヤンとは徹底的にウマが合わず（堅物のカルロスがバヤンについていけていないとも言う）、「兵隊クン」と呼ばれては反発している。
元々はベルフトの後衛を務めていた。そのため、絶対に抜いて来ない敵前衛を安全な場所から狙撃するという役目を担っており、シーフ系にも拘わらず回避力が低い。その代り攻撃能力がパーティ一であり、命中判定が60以上という驚異的な数字を叩き出している。
「レイウォールの奇跡」における相違点
クラスはスカウト/ハイランダー。メルトランド戦役においてベルフトの側近を務めていたが、ベルフトが宿敵リシャールとの対決中にバルムンクによってリシャールもろとも殺害され、続くグラスウェルズ軍の攻勢によってベルフトの亡骸を回収することもままならず、満身創痍でノルドグラムに帰還。そのままリディルの指揮下に入る。

#### 「メイビー」の登場人物
エイプリル・スプリングス
「アリアンロッド・リプレイ・ルージュ」からのゲスト出演。
神竜ゾハールの遺した「呪われた武具」を携えた妖魔を追ってアルディオン大陸にやってきた。赤一色の服装と、親父くさい口調は健在。
深紅竜アイン＝ソフ
レイウォールを守護する神竜。セフィロスの化身の片割れの一人であり、「大崩壊」後にアルディオンに残った唯一の神竜。
エストネルで「血の螺旋」と戦っている最中、「大崩壊」の際に傷を負ってバウエス公領に墜落。カルロスとバヤンに回収され、リディルのもとで療養することになった。
人間としての姿は赤い服を纏った10代前半の少女。
「竜殺し」
エリンディルからやって来た魔族のパラディン。アイン・ソフをゾハールの牙で邪悪化させるべく暗躍していた。
ドルイドとしてバウエス公領を訪れていたジャック・スミスを殺害して成り代わっていたが、最初にグレイと接触した際、「エリンディルから魔族を追ってやって来た人物」について尋ねられた際に「そんな女は知らない」と答えてしまい（グレイはこの時性別について言及していない）、正体を見破られた。
エース・ボゥイ
ヒューリン。エリンディルからやって来た冒険者で、ナイフを使う。
快活な性格の少年だが、正体はネオ・ダイナストカバルの怪人。本来の姿は魚の顔にコウモリの翼、という組織独特の風貌をしている。大首領の命令でバウエス公領にある竜の石像が「粛清装置」か否かを確認しにやって来ていた。
クィーン・シンガー
ドゥアン（オルニス）のバード。竪琴に合わせた弾き語りが得意。
「薔薇の災厄」をモチーフとした詩を吟じるが、吟遊詩人にも拘わらず歌わないというおかしな特徴がある。
実は歌うと衝撃で回りが破壊されてしまうほどの凄まじい音痴であり、これを治せる人材を探してアルディオンに渡って来ていた。夜中に歌の練習をしていたところ衝撃波で領主の館が破損、巻き込まれたグレイが負傷。このため一時拘束されたが、リディル達は「竜殺し」捜索を急いでいたため放免となった。
ウォン・キング
ネヴァーフ。セーリア渡りの武器商人。
バウエス公領に商館を開いている。だが、役人に賄賂を贈っている、兵器を集めて戦争の準備をしているなどきな臭い噂が多く、最終的にはグレイの調査で妖魔と取引をしていたことが発覚、逮捕された。
ギルド「コロローナ商会」
「レジェンド」からのゲスト出演。レイウォール王位決定のため、ガングの代闘士として雇われていた。
ギルド「無垢なる光の姫の祈り（イノセントワールド）」
「イェーガー」からのゲスト出演。当時はギルド名がなく「J」と仮称されていた。レイウォール王位決定のため、アレックの代闘士として雇われていた。ギルドネームの名付親はエメリー。
ガング

アレック・アーネル

##### 「レイウォールの奇跡」の登場人物
レイウォール王国
ステラ・ヴェレンガリア・レイウォール
国王代理。存亡の危機に陥ったレイウォールを救うため、竜炎騎士団長にリディルを抜擢した。
ベルフト・バウエス・レイウォール
第二王子。フェリタニア撃滅後に起きたグラスウェルズとの戦闘においてリシャールとの一騎討ちに突入していたが、その最中に諸共不意打ちを受けて致命傷を負い、カルロスに後を託して落命した。
ユーフェミア

イェルク・デューラー

ネオス・リガートン
「死神軍師」の異名で知られる竜炎騎士団の軍師。グラスウェルズに内通していた。
ハルゲー
ドラゴネット（レパータル）。
メディオンの娘とハーフの孫娘がおり、家族を守るために仕官して来た。剣・槍・弓を使い分けて器用に戦う。
セドリック・アルフォード
ヒューリン。
竜炎騎士団の予備隊に所属する青年で、命よりも任務遂行を重視する。
ディーノ・カッパー
ヒューリン。
「奇術軍師」の異名をとる竜炎騎士団所属の軍師。出世欲や野心を持たず、奇抜な策で敵を出し抜くことに全てをかける。

グラスウェルズ王国
オスヴィン・ゴーダ
グラスウェルズ王国軍師。リシャールをも捨て駒とした作戦でメルトランド戦役に勝利したが、アザゼルの策謀で軍師の任を解かれてしまった。
エダム公アンリ
ヒューリン（ハーフエルダナーン）のソーサラー/ダンサー。
アザゼルの企みでゴーダ伯を追い落とし、大陸制覇軍の司令官に就任。だが、生来の戦下手はこの世界でも変わらず、リディルの仕掛けた「苦肉の計」に見事に引っかかってしまい、敗走した挙句捕えられた。
ファントムレイダーズ
幻竜騎士団秘密部隊。今作においてはデータ運用の都合上、4人一組のモブとして登場。そのため、キャラクターレベルは64（16レベルキャラクター×4人）に設定され、各メンバーのスキルによるコンボ特技はオリジナルスキルとして再現されている。
旧フェリタニア・メルトランド王国勢力
アキナ・ブルックス、マルセル・ベルトラン
スリス・ロイドス
エルゼリエ・ブルックス
オトガル・カルカーニ

その他
ユンガー

##### 「バウエストンの逆転」の登場人物
レイウォール王国
ステラ・ヴェレンガリア・レイウォール
レイウォール王。本編と異なり、“大崩壊”を逃れて一旦はノルドグラムに帰還したが、「邪神の御子」に乗っ取られ豹変したピアニィからの服従勧告を拒み、ギルド「ゲッタウェイ」の手でバウエストンに逃れた。逃避行中にギルド「ゲッタウェイ」共々追撃を受け、重傷を負っている。

ピアニィ平和軍
ピアニィ・ルティナベール・フェリタニア
統一帝。『サガ無印』と違い「邪神の御子」に完全に乗っ取られている。
“ピアニィ四天王”
ピアニィの護衛を務めるメンバーで、4人目が空席。ナーシア、アキナ、エルザから成る。全員共通の泣き所であるアルが捕まったことが原因で忍従を強いられており、救出作戦成功と同時に離反。それぞれグラスウェルズ、メルトランド、アヴェルシアに帰還して反抗勢力を立ち上げている。
マルセル・ベルトラン
平和軍参謀。どういうわけで現状のピアニィに付き従っているのかは不明だが、ドラン曰く「どこかで裏目ったに違いない」とのこと。
ダイン
元「黄金の狼」所属の傭兵。ピアニィに従う理由どころか、作中一言も発していないため背景が謎。
イムイム・キャリー
平和軍伝令。バウエストンのリディルに対して、平和軍本陣への出頭礼状を伝達した。マルセル、ダイン同様、ピアニィに従う理由は不明。
出頭礼状授受時のカルロスとのやり取りが宅配便配達のそれそのものだったため、一同の爆笑を買った。
メカアンリ軍団
ゼパが拘禁されていた部屋を守るエクスマキナの集団。『デスマーチ』3巻8話に登場したメカアンリが量産化された。指揮官型の「メカアンリ2E」と兵士型の「メカアンリ・トルーパーズ」に分かれる。本来バルムンク・ノヴァによって製造されたメカアンリが平和軍の手に移った経緯は不明。
黄金色の男
ドランが拘禁されていた部屋を守る人物。かなりの小男で、人類6種族の中でもっとも小柄なフィルポルよりも小さい。
その正体は『デスマーチ』2巻3話・4話に登場した「黄金」のゴルドレイがエクスマキナ化した「メカゴルドレイ」。ルール上はエネミーではなくオブジェクトで、対象を1/10に縮小し、［エナジーロスト］の効果でHPを奪うトラップのコントロール装置である。そのため自身も本来の1/10に縮小されている。
ベネット
ヴァーナ（アウリル）のスカウト/ニンジャ。
射撃が得意だった本編とは異なり、忍者刀を振るっての接近戦特化に組まれている。また『無印』での初出以来埋もれてしまっていた「妖魔の血を引く」との設定が復活（再発見に近い）している。

その他
ギルド「ゲッタウェイ」

マーリン
ベルフト・バウエス・レイウォール
レイウォール王国第二王子。
本作では救出時にギデオンの部下になったらしく、バウエストンを包囲する平和軍をほとんど単身で圧倒していた。
ユンガー、ゼパ・フリンジコルト、セシル・フォーミダブル、ユーキリス、ドラン・ベレレン

アル・イーズデイル

## アリアンロッド・サガ・リプレイ・イェーガー
GMおよび著者は鈴吹太郎。イラストは石田ヒロユキ。『GF別冊』Vol.23「菊池たけしがさっそうとまいりました!!」に掲載された「悪魔の紅き雫」（以下「1話」）と書き下ろしの「赤き死の花」（以下「2話」）から成る。PCのレベルは3から開始されている。
これまでメインで取り上げられることの少なかったエールズ海沿岸諸国（ゴルフォード、カムロート、ラングエンドなど）を舞台とした作品で、帝紀812年の対カムロート戦争中に発生した事件をきっかけに脱走兵となったゴルフォード国軍「錬金騎士団」の新兵たちが、自らの無罪を立証するための旅をしながら、逃亡先で出くわした悪党を始末するというシチュエーションとなっている。ただし、単発作品を前提としたため、謎を残した結末となっている。
『ブレイク』2巻3話「火焔の軍団」や『デスマーチ』3巻6話「今、そこにある危機」との関連を持つ。特に「赤き死の花」は、「今、そこにある危機」のゴルフォード側の前日談という位置づけにある。GMを務めた鈴吹太郎によれば、「結末の確定している物語は本当につまらないのか。結果は決まっていても、そこに至るプロセスを描く楽しみがあるのではないか」という問題提起でもある。

### 登場人物

#### ギルド「J」
ギルドマスターはファング。全員がゴルフォード錬金騎士団の新兵で、ゲオルグ率いる百人隊（外人部隊という設定がある）直隷の第7伝令小隊に属していたが、対カムロート戦争中に起きた当時の団長・エイリンの死を巡る事件で追われる身となっている。
ギルド名は仮称で、シリーズタイトルの頭文字から引用した。結局、正式なギルド名は決まっていないが、「メイビー」にゲスト出演した際はエメロードのネーミングで「無垢なる光の姫の祈り（イノセントワールド）」という名前が使われている。。
ファング （田中信二 / -）
ヒューリンのシーフ/アルケミスト。20歳。
アルディオン大陸を放浪する一族の出身。ゴルフォード領内で事故により父親を失い、孤児となったところをエイリンに拾われ、その養子として鍛えられていた。錬金騎士団入団後ゲオルグの指揮下に入り、対カムロート戦争では、伝令として国境であるエル川の最前線とエイリンが駐屯する本陣の間を往復していた。ある大雨の日、「雨が上がる夜明けと共にカムロート軍本陣に総攻撃をかける」とのゲオルグの上申をエイリンに伝えるべく本陣に着いたところ、目の前でエイリンが「右腕が銃の男」に射殺され、直後にカムロート軍の奇襲を受け、ゴルフォード軍本陣はファングら第7伝令小隊の4人を除いて全滅。4人も敵の砲火を避けるべく散り散りになって離脱し、そのまま殺人と敵前逃亡の罪で追われる身となった。
対カムロート戦争終結後は傭兵を家業としつつ義父エイリンの敵である「右腕が銃の男」を追って大陸中を転々としていたが、カムロートのとある街で「右腕が銃の男」＝パイソンの噂を聞き、彼がいるというゴルフォードの小村・カームヒルへ向かう。
寡黙で不敵な性格だが、危機的状況でもマイペースを貫くエメリーとチャイにはしばしば調子を狂わされている。その銃声から「ハウリング」と名付けた錬金銃（外見は対戦車ライフル風）を愛用する。
鈴吹がリプレイを引き受けるに当たり出した条件は「（執筆を依頼した）田中がPC1を担当すること」だったため、本作の主人公的立場である。鈴吹には「クールでハードでシビアなリプレイを目指す」との考えがあり、ファングの設定はそれに沿う形となった。その一方、「寡黙な性格」を演じつつ自身の心情を伝えるためモノローグを多用しており、2話ではモノローグそのものがネタ扱いされている。
エメロード・ローリングスター （緑谷明澄 / -）
ドゥアン（オルニス）のアコライト/ウォーリア。17歳。
『レジェンド』『ブレイド』に登場したユーノス・ローリングスターの実妹。尊敬する兄のような冒険を望んでアルディオン大陸に渡り、錬金騎士団に入団。対カムロート戦争に従軍し、エイリン暗殺事件に巻き込まれる。戦線離脱に際して自ら囮となり、友軍の銃撃を受けて倒れたところをマリーに拾われてカームヒルの神殿に運ばれ、エルマの看病を受ける。回復後は錬金騎士団に追われつつファングら第7伝令小隊の戦友を探す旅に出るが、半年ぶりに戻ったカームヒルが様変わりして途方にくれていたところ、偶然にも戦友たちと再会。異変の真相を探ることになる。
自らを「前世は天界にいた癒しの力を持つ聖女で、体内には自身の持つ力により封印されている邪悪な何かが存在する」と称し、その設定のためにわざわざ翼を黒く染めるなど、兄ユーノスに輪をかけて痛い性格だが、一方で戦闘支援と攻撃妨害に長けるユーノスの妹ゆえか強力なディフェンダーでもあり、チームの壁役として奮闘する。
事件収束後は一人で旅をしていたが、後にギルド「リインカーネーション」を結成してヘクスフォードを訪問している。
プレイヤーの緑谷は「ユーノスの妹」という設定を踏まえて「エメリーの脳内設定」を作り込んでおり、その「痛キャラロールプレイ」で、ユーノスのプレイヤーでもある田中をしばしば悶絶させている。しかしテロリズムや麻薬密造などを取り上げ犯罪小説的な要素が濃い『イェーガー』にあって、チャイと共に作品全体に漂う陰惨な雰囲気を緩和する役どころも担っている。
ルナ・チャンドラ （藤井忍 / -）
エルダナーンのメイジ/ファランクス。15歳。
グラスウェルズの犯罪結社・王蛇会の一員。そのため『デスマーチ』のギィとは面識がある。「荒事に命をかけるなら、戦争のひとつでも経験してこい」という首領にして師でもあるオーレリーの命で錬金騎士団に加わった。脱走兵同然の身でグラスウェルズに帰国後は王都ベルグシーレで待機を命じられていたが、新興の犯罪結社・胡狼会が王蛇会の利権を奪っている状況に業を煮やしたオーレリーの密命を受け、胡狼会の本拠があるというカームヒルに向かう。
元が裏社会の人間とあって年齢にそぐわないクールな性格で、事あるごとに自身の妄想を開陳するエメリーやどんな状況でも明るいチャイの態度にもぶれない。魔法攻撃はもちろん、情報収集にも長ける。
『アルディオンレボリューションガイド』で追加された新地域クラス「ファランクス」を導入した初のPCである。
チャイ・ガーリー・ブレンド （大竹みゆ / -）
エクスマキナのウォーリア/モンク。年齢不詳。
とある遺跡に放棄されていたエクスマキナ。ボール状のボディに手足が付いているが、普段はボディ内に収納され、謎の力で浮遊している。
心ある錬金術師夫妻の養女として育てられていたが、ある日、雨で困っていたところをグラスウェルズのリシャールに助けられたことから、彼に憧れを抱き、本式の人間型ボディを養親に求めたが、チャイのボディはブラックボックスとなっており、生命源であるコアを別のボディに移すことが出来なかった。そのため養親にゴルフォード行きを勧められ、自身を研究してもらうための資金稼ぎと出世（地位が高くなれば優先的に研究してもらえるとの意図がある）を目論んで錬金騎士団入りした。エイリン暗殺事件後は他の戦友同様脱走兵として逃亡生活を送っていたが、程なく錬金騎士団に逮捕され、新団長に就任したゲオルグとの間で裏取引し、錬金騎士団団員の間で流行っているレッドラウズの製造元調査のためカームヒルに向かう。
外観に加え自他共に認める純情乙女な性格で、一見軍人には不向きに見えるが、戦闘では手足を出し、ボクシングスタイルで戦う。

## アリアンロッド・サガ・リプレイ・レジェンド
GMおよび著者は丹藤武敏。イラストはヤトアキラ。
『アリアンロッド・サガ』シリーズの一部であると同時に、エリンディルを舞台としたリプレイ『レジェンド』の後日談でもある。
詳細はアリアンロッド・リプレイ・レジェンドを参照。

## アリアンロッド・サガ（小説）
『サガ無印』のアル・イーズデイルを主人公に据えた『アリアンロッド・サガ』シリーズのアナザーストーリー。著者はアルのプレイヤーである矢野俊策。イラストは佐々木あかね。なお、シリーズ統括タイトルとの混同を避けるため、『アリアンロッド・サガ・ノベル』の表記を用いることもある。
第1巻『ルーズ・ソードマスター』では『サガ無印』1巻の2ヶ月前、グラスウェルズの国境付近にある町が舞台となる。
第2巻『ワンダリング・プリンセス』ではアルとピアニィの出会いから紆余曲折を経て、フェリタニア建国までが書かれる（『サガ無印』1巻と同じ時間軸）。
第3巻『ロンサム・ヒーロー』では、アルがテオドールと決着をつける様子が書かれる。またアルディオン大陸に隠された秘密の一端が明らかになる（『サガ無印』1巻と2巻の間にあたる）。

### 登場人物
他シリーズに登場するキャラクターは、当該項目を参照。現時点で、アルを始めとする『サガ無印』のPC全員とナーシアが、『ドラゴンマガジン』に掲載された話ではエルザが登場している。
サイラス
アルと行動を共にするプリーストの男性。女の子好きでお調子者。元はグラスウェルズ王国軍に従事していたが、女の子のいない生活に嫌気が差し、アルをダシに軍を抜けた。
『サガ無印』3巻5話「フェリタニア絶対防衛戦」においてノーデンスの一員という意外な正体が明らかになり、その設定の下に『アクロス』シリーズにおいても「サイモン」という偽名で登場している。「フェリタニア絶対防衛戦」によれば、プリーストになった理由もノーデンスに加わった理由も、半分は女絡みらしい。
『サガ無印』7巻11話「共に幸せな未来を」では、ベネットとゼパが盛り上がっているエル・ウィン・フリットの裏通りのバーの外でユンガーと密談し、“真の四宝の試み”ではノーデンスとして魔族・妖魔を迎撃した。
セルマ
アルが出会った盗賊の少女。
1巻の事件後、サイラスの手によって信頼できる筋に預けられた。
ファラフナーズ
「バルムンク」の「『十字剣（クレイモア）』のファラフナーズ」の項を参照。
テオドール・ツァイス
「セイン」の項を参照。

## アリアンロッド・サガ・コンチェルト
『サガ無印』シリーズの前史ともいえるコミック。作画は佐々木あかね。電撃G's Festival! COMICVol.8（2009年10月発行）より連載開始。全2巻。2010年11月、電撃コミックスより単行本1巻が、2011年12月17日に単行本2巻が発売された。
『サガ無印』『ブレイク』の3年前（『アクロス』3〜4巻の間）、アルディオン大陸の上流子弟の集まる学校、シェルドニアン学園での物語を描く。

### 登場人物
セシル・フォーミダブル
ヒューリンのアコライト/フォーキャスター。
本作の主人公格。14歳。グラスウェルズ出身の名門騎士の家系に生まれたが、武芸よりも魔術を持っていたことから、父親に勘当される形でシェルドニアン学園に入学した。
争いごとを嫌う性格だが、魔術・戦術において高い才能を発揮する。
学園卒業後は、アンソンに見出され王国軍師見習い補佐の役職（？）に就いている。
ピアニィ・ルティナベール・レイウォール
ヒューリンのメイジ/サモナー。
『サガ無印』シリーズからのゲスト出演。詳細はアリアンロッド・サガ・リプレイを参照。
本作では13歳当時の姿を描く。純粋で真っ直ぐな少女であるが、初対面の相手に開口一番「ためしに殺してみてもいいでしょうか？」と声を掛けるなど、時折殺意溢れる発言が飛び出す。
シェルドニアン学園には身分を隠して入学している。彼女がシェルドニアン学園に入学した理由は、OGでもある母ティナの過去を追うため。
ラミリーズ・フェラー
ヒューリンのシーフ/レンジャー。
シェルドニアン学園の生徒会長にして、ピアニィ達のギルドのリーダーをつとめる才色兼備の少女。17歳。
かつては妹のコーディとともにシェルドニアン学園で最強と言われるギルド「インヴィンシブル」に所属していたが、ヴィンセントの指示が原因でコーディが重傷を負った事件を機にギルドを脱退し、フォーキャスターそのものも嫌悪するようになった。しかし「インヴィンシブル」との対戦演習でのセシルの姿勢に好感を持つようになる。
ニナ・ザイドリッツ
エクスマキナのウォーリア/ダンサー。
ピアニィ達のギルドのメンバーで、小柄ながらも大剣を振り回す、寡黙な少女。12歳。
その出自については作中では現状語られていないが、「ゲーマーズ・フィールド」誌においてはその意外な出自および誕生目的が語られている。
コーディ
ヒューリンのウォーリア/ウォーリア。
14歳。シェルドニアン学園で最強と言われるギルド「インヴィンシブル」の少女剣士。ラミリーズの妹。気が強く、素直になれない性格ゆえ、セシルと衝突する。
学園卒業後は、人材の不足した幻竜騎士団に見習いとして招聘されている。
エルザ・ブルックス
ヒューリンのメイジ/セージ。
『アクロス』シリーズからのゲスト出演。詳細はアリアンロッド・サガ・リプレイ・アクロスを参照。学園の臨時講師を務める。
ヤンヤン
詳細はアリアンロッド・サガ・リプレイを参照。
学園の実習ダンジョン内の封鎖エリアにティナが隠していた小箱に住んでいた。ピアニィはヤンヤンをティナの使い魔の仔ではないかと推測している。
ヴィンセント
シェルドニアン学園で最強と言われるギルド「インヴィンシブル」のギルドマスター。種族・メインクラスは不明だが、サポートクラスがフォーキャスターなのは判明している。
対戦演習では徹底してウォーリア（コーディ）を囮にして（と言うよりも見捨てて）後衛が攻撃を続けるという戦術を取っており、これがラミリーズのギルド脱退・フォーキャスター嫌い・コーディとの確執の原因となっている。
物語序盤から姿を見せているにも関わらず、名前が公開されたのが非常に遅かったため、単行本2巻の1コマ漫画ではセシル達主人公格から「誰？」と聞かれていたり、ようやく名前が出たことをギルドメンバーに喜ばれたりしている。

## アリアンロッド・サガ・ノベル・デスマーチ（小説）
『デスマーチ』のマルセル・ベルトランを主人公に据えた『アリアンロッド・サガ』シリーズのアナザーストーリー。著者は市川丈夫。イラストは猫猫猫。
第1巻『私は断じて裏目らない!』では『デスマーチ』3巻の2ヶ月前、フェリタニア（アヴェルシア）の廃都フェリストルを中心に物語が展開される。
第2巻『あたしは決してあきらめない!』は1巻に続く時期、メルトランドとグラスウェルズの国境を成すシーダ山脈を舞台に、メルトランドの暗部と言えるエクスマキナ差別に絡めて、レイウォール軍内で進む陰謀の一端が明かされる。

### 登場人物
他シリーズに登場するキャラクターは、当該項目を参照。現時点ではエンジェルファイヤーのメンバーとナヴァール、ステラが登場している。

#### レギュラー・セミレギュラー
ミネルヴァ・ヘルンライン
ヒューリンのフォーキャスター。マルセルのレイウォール軍時代の同僚で、レイウォール三二将の一人。軍では特殊部隊を率いる。マルセルはレイウォール軍時代、机上演習で彼女に連戦連敗を繰り返していた。クレスト諸島紛争に従軍経験があり、その時に彼女の両親が絡む事件を起こしている。
「アヴェルシアの服属」期にはアヴェルシア駐留軍に属し、“領地交換”でレイウォールに帰国しが、第1巻では極秘裏にフェリタニア入りし、背後でザトグリフを動かしつつ、ステラ暗殺の機会を狙っていた。
ラピス
ノルウィッチにてマルセルが住む下宿屋の看板娘。勘が良く、マルセルと初めて出会った時に彼の苦労性を見抜き、以来何かとマルセルの衣食住の世話をしている。

#### 旧レイウォール領アヴェルシアの人々
エルス・ラングカイト
ヒューリン。フェリストル復興事務所事務長を務める男性。もとはアヴェルシアの官僚で、「アヴェルシアの服属」後はアヴェルシア人民を代表してレイウォールの統治当局と渡り合い、その一人だったマルセルとは以来友情を結んでいる。フェリタニアが“領地交換”でフェリストルを回収してからは事務長としてフェリストルの再建に従事している。ドランとも旧知だが、再会当初は彼がエクスマキナとして蘇生したことを信じていなかった。
セリア・ラングカイト
ヒューリンのシーフ。エルスの娘。「アヴェルシアの服属」期に、レイウォールの軍政当局者として父との交渉に臨むマルセルに好感を持っており、彼を「兄様」と慕っている。ミネルヴァに対しても「姉様」と慕っており、マルセルとミネルヴァを「お似合いのカップル」と思っている。
ザトグリフ・バラス
フェリストルの北、ノール川中流の街ホークブルグで河川商を営むアヴェルシア人の男。もともと河川商だったが、「アヴェルシアの服属」時には、賄賂を駆使してレイウォール軍に食い込み、アヴェルシア駐留レイウォール軍の兵器管理官にまで成り上がった。しかし軍内でも横領を働いていたため、 “領地交換”ではレイウォール軍の追求を避けるためフェリタニアに帰化。マルセルが反レイウォール派による親レイウォール派への報復防止に動いた事も幸いし、河川商を再開していた。

アグラス
ザトグリフ商会を監視中のマルセルが、商会から出るところを目撃したパン商人。元はレイウォール軍人で、アヴェルシア駐留軍では軽騎兵大隊長を務めていた。
“領地交換”には強硬に反対し、進駐してくるであろうフェリタニア軍の迎撃のみならず、フェリタニア本土進攻まで主張していたが、“領地交換”のレイウォール川の当事者であるヒューバードによる討伐や、その討伐軍指揮官にベルフトが任命される可能性を示唆したマルセルの説得に折れ断念。軍も退き、マルセルの勧めでパン商を開いていた（アグラスの妻がパン焼き上手なのをマルセルが知っていたため）。5年の時を経て商人として生きるアグラスの姿に、マルセルは感慨深げに吐息した
サディル
ホークブルグ神殿の神官長。アヴェルシアに赴任したマルセルが神殿に礼拝に訪れて以来親交を持つ。“領地交換”ではマルセルの相談相手として事態収拾を助けた。
老齢ではあるが、仕事柄、ホークブルグ各界の情報に通じており、他の親レイウォール派が平穏に暮らしている中で、ザトグリフのみが連合王国（フェリタニア）への報復を狙っていることを伝えた。

## バルムンク
『サガ』シリーズ共通（『エチュード』除く）の敵役として描かれる謎の秘密結社。その活動範囲はアルディオン大陸全域に及ぶ。秘密結社故に一般の人間にはほとんどその存在を知られていないが、その陰には、公式にはアルディオン大陸には存在しないとされる魔族の存在が見え隠れする。
大陸の列強であるレイウォール、グラスウェルズ両国に深く食い込んでいる。グラスウェルズでは国家形成の段階からバルムンクが絡んでいた事実が『ブレイク』3巻においてゴーダ伯の調査により判明。レイウォールでも『サガ無印』4巻でバルムンクが摂政ヒューバード王子の側近などの要職に入り込んでいる。
組織の名は古エルダ語で「竜を狩る者」の意味。メンバーは一部を除いて武器の名前を冠したコードネームを名乗っている。強力な者ほど格の高い武器の名を冠する傾向にある（あくまでも傾向でしかないが。例えば、ファラフナーズは「十字剣（クレイモア)」)。組織内でも特に強い力を持った者は「十二人衆」と呼ばれている。
正体不明の長の下に現状のバルムンクを造り上げた4人の魔族の幹部がおり、「始祖の四人（Four Deadly Swords）」と呼ばれている。内訳は「報復者（フラガラッハ）」「血の螺旋（ダーインスレイブ）」「剣の王（ノートゥング）」そして詳細不明の一人である。
大筋の目的は戦乱を呼ぶことと竜輝石の入手、そして神竜王セフィロスの抹殺だが、メンバーそれぞれが個々に目的を持って動くため、メンバー同士で連携したり、部下を持ったりすることはあまりないが、『デスマーチ』でのモンドーラとガーゼラクおよびボリボスとボリボス軍団・ボリボス親衛隊、グラハムと「紅の牙」、アントニオとナイスガイブラザーズ、グリンダとキルスティン達、「思い出フロントライン」でのディーンとその配下、初期では『アクロス』のグレゴリー、ノーラとブラックヴァイス、最近では『ゲッタウェイ』のテンタクルスおよびマーカスなど、徐々に部下を持つケースが増えてきている。菊池たけし曰く「横の連携が取れてない組織」だが、セフィロス抹殺という点では全メンバーの意思は一致している。
竜輝石戦争末期、主要メンバーの残りがベルフトに抹殺されたことで統制が崩壊し、組織としては壊滅した。

### 「始祖の四人」およびその関係者
“邪神の御子”
魔族。
バルムンク全体の長。『サガ無印』9巻に至るまで姿どころか台詞すら登場しておらず、「銃剣」などから「あのお方」として存在が語られたのみにとどまっていたが、10巻のラストシーンでようやく登場した。聖妃フェリタニアの肉体を乗っ取っている。魔族としての名は不明。
その真相は、700年前にウルフリックが行ったセフィロスと“邪神の御子”を自らに封印し、指揮系統の乱れた魔族を叩く、という作戦に参加した際、拘束を逃れた“御子”の魂がフェリタニアの魂を弾き出して肉体を乗っ取った、というもの（魔族としての肉体はこの時ウルフリックごと封印されている）。
レイウォール王家に対して世界の真実を伝え、「アルディオン大陸の独立計画」を打ち立てるよう仕向けたのが始まりとなっている。また、“始祖の四人”を始めとする魔族をアルディオンに招き入れたのもこの存在。つまりは『サガ』シリーズ全体の黒幕なのだが、GMの菊池はフェリタニアの背景「ナヴァールの母」という設定が突然追加されたことでかなり混乱したらしい。
バルムンクに関する設定でフェリタニアや“あのお方”に関するものは当初存在せず、『サガ無印』3巻における大竹の提案（メルトランドにピアニィが赴いてフェリタニア王国を攻撃する理由を消し去る）により、以降の構想が覆された結果、使用していない設定やキャラクターを探し出して他シリーズとの辻褄を合わせた結果誕生した、という経緯がある。
聖妃フェリタニア
エルダ。
かつてアルディオンに渡り来たエリンディルの戦士達「セイン」の一人であり、ウルフリックの妻であった女性。ピアニィから見ると遠い先祖に当たる。実はナヴァールの母親でもあった。外見はティナとうり二つ。
エルダとは『風の粛清』で滅びた古代種族であり、神々から世界を奪わんと邪神を作り上げて戦争を起こした経緯を持つ。そのためアルディオンでは、彼女のことはほとんど伝わっていない。
かつての戦友の一人であるジェードによれば、ウルフリックとの大恋愛の末に神への反逆を諦め、セインと共に戦ったという。終戦後、ウルフリックの後を追うように亡くなったとされていたが、実はウルフリックが発動した反攻作戦の際に“邪神の御子”に肉体を乗っ取られていた。弾き出された魂は神界へと飛び、その後ティナ・アヴェルシアとしてアルディオンに転生している。

「剣の王（ノートゥング）」のベリアル
「始祖の四人」の一人で魔族。外見はコウモリ風の翼をもつ男性。十二人衆を組織した張本人でもある。
『アクロス』のキャラクターだが、本人は直接登場せず、アインやモンドーラ、イルマなど一部の人物から断片的に語られるのみの存在であった。その名は「無価値」を意味する。邪神によって作り出された最初の魔族の一人で、その証として黒・紅・白の3対6枚の翼を授かった。これはそれぞれに「過去」「現在」「未来」を意味しており、それゆえに時間を操る事が出来る。この翼は、それぞれドライ・アイン・ツヴァイに受け継がれている。
かつてベルリール王国の王都・ベルリールを滅ぼした張本人であり、その住人達を生け贄に魔獣「ナグルファル」の召喚を行おうとした。ウォーレンの大伯父であるハロルド・ラドフォード達によって倒されたが、彼らは儀式を止めることは出来なかった。その際、「真の死」を受ける寸前に自身の周りの時を限界まで遅らせることでそれを逃れ、復活の時を待っていた。その後、持っていた剣の因子を使い、イルマに「器」としてアインとツヴァイを生ませたが、真意を知ったイルマにツヴァイを連れ出されてしまった（彼女はアインも連れて行こうとしたが、途中で捕まって失敗した）。なお、当初は古エルダ語で「0」を意味する「ヌル」と言う名で呼ばれていた。
魔族でありながら人間に遅れを取った、という失態から、バルムンク内では一部で「折れたる魔剣（ノートゥング）」という蔑称で呼ばれている。『アクロス』4巻8話「折れたる剣のオラトリオ」のエンディングでは、「器」同士の殺し合いに生き残ったツヴァイに憑依し復活を遂げたかに見えた。だが、ツヴァイの所持していた「剛健の竜輝石」に阻まれて乗っ取れず、『アクロス』5巻で封印されていた結晶体を破壊され、ツヴァイの身体を使っての復活は叶わなくなった。その後、ノーラによってナグルファルを器に復活を果たし、新生「黄金の狼」と対決するが敗北。意志を宿していた魔剣「ノートゥング」を砕かれ、完全に消滅した。
『サガ』シリーズではすでに肉体を滅ぼされた存在であり外見は不明であったが、『アリアンロッド×アルシャード コラボ・リプレイ アルディオン・ナイトメア』でサプライズとしてその外見が明かされた。
「報復者（フラガラッハ）」のアザゼル（勝生真沙子）
「始祖の四人」の一人で魔族。外見はコウモリ風の翼を持ったドゥアン（オルニス）の女性。『ブレイク』に登場する。
魔術を用いて周囲を欺き続け（ルール的にはギルドスキル「偽装情報」で）、「本当は存在しない人物」になり済ますことで、長きに亘りグラスウェルズ王国を裏から扇動して来た。何かを得ることではなく、苦痛や絶望の叫びを受けることを悦びとする。そのため、回りくどく、やたら遠回しな手段を好む。
『ブレイク』においては、『ロスベルク島攻防記』に登場したブランドル伯爵家の当主「エルミール・ブランドル」として姿を表した（実際にはブランドル家には女子は存在しない）。
メルトランド戦役の失敗の責任を負わされて更迭されたゴーダ伯の後任として軍師代行に就任。同時期に幻竜騎士団の団長に就任したエダム公アンリと確執を演じていたが、裏ではアンリを唆し反乱を起こさせてグラスウェルズ王国を分裂に追い込み、その混乱に乗じて、バルムンクとしての計画を進める上で邪魔になるゴーダ伯を殺害した。オトガルによるフィリップ暗殺計画を阻止するため、ロッシュにフィリップの身代わりをするよう吹きこんだのも彼女である。
その後、またも存在を隠してグラスウェルズ白龍神殿に紛れ込んでいる。この時、ヒルダにゴーダ伯の殺害犯はアンソンであると吹き込み、リージュの許へと向かわせた。なお、ゼパが忘れていた目的はアザゼルを倒すことにある。『ブレイク』5巻においてファントムレイダーズと直接対決を繰り広げるも敗北。純白竜アインに憑依してなおも抵抗したが力及ばず、今度こそ完全に消滅した。
回りくどい手段を好んだり、やたらと「遊び」と称して余裕を見せるのは、実は大筋の計画が思い通りに進まないことの裏返しであり、「ラストミッション」においてはアンソンから「全てがお前の掌の上なら、どうしてグラスウェルズは、自分たちは、未だにお前の思い通りにならないのか」と痛烈なカウンターを喰らっている。
『ブレイク』5巻あとがきによれば、『Heartbreak Memory』収録のドラマCD「追憶のフラグメント」で勝生真沙子がアザゼルを演じることになったのは、勝生の長年のファンである鈴吹太郎の指名という。
「血の螺旋（ダーインスレイブ）」のマーリン
「始祖の四人」の一人で魔族。外見は赤い光をまとった巨人だが、本性は少年の姿をしている。『サガ無印』『ゲッタウェイ』に登場する。
“真の四宝の試み”攻防戦の最中に巨人の姿で出現し、アイン・ソフと激突した。
当初はヒルダ達やピアニィ達の前に現れ、「予言」によってその往く手を導くかのような行動を見せていた。しかし、その全ては世を混乱させたうえで彼ら彼女らを破滅させ、倒されたベリアルやアザゼルの復仇を遂げるための罠であった。実のところ、高位の魔族などが迂闊に力を振るうと理がねじ曲がり、起こるはずの事象が起こらなかったり、その逆になったりと不確定要素が色々と発生するため、予言による誘導はかなり偶然を当てにしている部分が強い。直接手を下しに来なかったのも同じ理由であり、そのため予言の的中率は実は低い。
真の目的は“邪神の御子”を滅ぼし、自らが妖魔の支配者となってアルディオンを蹂躙することであり、そのためにリージュの持つ「もうひとつの石」を奪おうとしていた。だが、イルシールでリージュがその力を行使した際に“御子”がその存在に気付いたため、表向きは従いつつ造反の準備を進めていた。その仕上げとして本体たる“血の螺旋”を呼び出し、アイン・ソフとゲッタウェイを同時に相手取ったが、激戦の末リージュの攻撃で撃破される。アバターたるマーリンが倒れたことにより“血の螺旋”も弱体化し、アイン・ソフに掃滅されたことで“真の死”を迎えることとなった。
初対面時にリージュに対し「よく見えないが、何か恐ろしいものと関わる」と予言していた。マーリン自身はこれをイルシールでの集団邪悪化事件のことと考えていたが、実際に彼が見たのは他ならぬマーリン自身の滅びであった。
『ブレイク』3巻のあとがきによれば、小説版「アリアンロッド・サガ」で登場予定であったが実現出来なかった経緯がある。
「火焔剣（フランベルジュ）」のアイン
ヒューリン（ハーフドゥアン・オルニス）のウォーロード/ダンサー。『アクロス』に登場する。
ツヴァイの双子の兄で、彼共々ベリアル（ヌル）の息子であり、またその器として生み出された存在である。アインとは「1」を意味する。バルムンクから逃げ出すイルマにツヴァイとともに連れ出されたが、途中で捕まって連れ戻された。そのため、自身を置いて逃げたと思いこみ、彼女を恨んでいる。『アクロス』2巻に登場したドライ3人（後述）も器候補であり、ベリアルは彼ら5人を殺し合わせ、生き残った一人に憑依しようとしていた。アインはそれを知り、エストネル王国に運び込まれたベリアルを封印した結晶体を国ごとゴーレムの砲撃で破壊しようとしていた。だが、それを阻止すべく現れた「黄金の狼」に倒され、直後に潜んでいたノーラの一撃を受けて死亡。この結果、最後に残ったツヴァイはベリアルに憑依されてしまうこととなった。しかし死の直前、「剛健の竜輝石」をツヴァイに「これからのあなたにこそ必要となる」と告げて渡している。そしてベリアルとの戦いにおいて、竜輝石に精神が宿っていたことが発覚。その戦いにおいて、ツヴァイに力を貸した。彼の持つ紅い翼は、ベリアルの持つ3対の翼の内「現在」を意味する。
「双焔剣」という合体機構を備えた二振りの剣を愛用しており、二つ名の由来はそこから。
一人称は「私」で丁寧な言葉遣いが特徴。また、『アクロス』3巻以降に登場したツヴァイのクローン体「フィーア」はアインが作ったもの。
「刻銘剣（オルナ）」のノーラ
魔族のアコライト。『アクロス』に登場する。
ベリアルの側近的存在で、その復活のため裏で行動していた。通常は神官に扮している。
バルムンクについての調査を進めていたツヴァイに接触し、ミリアに変装して密かに新生「黄金の狼」の行動を操り、ベリアルを封じた結晶体を捜索していた。そして、エストネル王国に結晶体が運び込まれた後、それを破壊しようとするアインと阻止しようとするツヴァイが戦うよう仕向け、残った方にベリアルを憑依させようとした。最終的にこの目論見は当たり、生き残ったツヴァイが「器」となった。
しかし、アインの企てを場所を移して行った新生「黄金の狼」達にベリアル復活を阻止されたことで精神の平衡を崩し、その体の一部である魔剣「ノートゥング」をナグルファルに移しかえることで復活をもくろんだ。それに先立ち、封印を解くための鍵としてミリアを誘拐したが、駆け付けたユンガー達に敗死した。
そもそも戦闘が得意ではないが、その場合は魔族としての力である「記憶操作」によって戦う。武器である「記憶の剣」にスキルを記憶させることが出来、戦闘力のなさをそれで補っている。
「滅竜剣（グラム)」のテオドール・ツァイス
「セイン」を参照。

### 十二人衆
「大鎌（デスサイズ）」のモンドーラ
フィルボルのウィザード/ニンジャ。『サガ無印』『ブレイク』『デスマーチ』に登場する。
二つ名通り大鎌を携えており、隠密行動を得意とする。
『無印』1巻1話「反乱の日」の冒頭でエリンディルのディアスロンド神殿を急襲し竜輝石「旅人の石」を強奪。程なくしてメルトランド戦役に姿を現し、『ブレイク』1巻2話「聖なる樹」でナーシア達ファントムレイダーズを相手に激戦を展開するものの敗北し、撤退した。その後の『無印』3巻5話「フェリタニア絶対防衛戦」ではグラスウェルズとレイウォールの停戦とフェリタニア侵攻の背後で暗躍するが、ピアニィ一行の陽動作戦に引っ掛かり、敗死してしまった。フェルシア、ノイエ、ガーベラをまとめて倒した初登場の場面とは対照的にあまりに呆気なく負けたせいか、以降のリプレイで菊池が謝っていることがある。ユウナに好意を持たれていたらしく、『デスマーチ』2巻のラフスケッチでは彼女に抱きつかれているシーンが描かれている。『アクロス』3巻でもファラフナーズと共に登場しているが、話題に上がったベリアルに対しては大して敬意は持っていない。なお、回想シーンを含めると、『エチュード』を除く『サガ』シリーズのリプレイ全てに出演している。態度とは裏腹に実は臆病な性格で、自分より弱い敵を一方的に倒すことしかできない（前述のフェルシア、ノイエ、ガーベラはモンドーラより強力であったが、不意打ちで倒した）。
「火矢（ファイアアロー）」のフォード
ヒューリンのアルケミスト。『ブレイク』に登場する。ゴルフォードにおいてマルドールを使い、大量破壊兵器を使用した陰謀を目論んでいた。「自爆ゴーレム」という広域に爆発をもたらすゴーレムをカムロートに進撃させて有用性を証明し、それを他国に売り込んで戦乱を拡大するのが狙いだったが、マルドールを呼び出した際、追って来ていたファントムレイダーズと遭遇し、戦闘に突入。敗北するも、ゴーレムの存在を世に知らしめるために装置を起動させ、死亡した。爆弾を使用して戦う。
「銃剣（ベイオネット）」
『アクロス』『サガ無印』に登場する。
種族・素性その他が一切不明なのが特徴で、組織内ですら素顔を見た者はおらず、名前を知る者もいない。他者に憑依し、操る力を持つ。ただし、意識を持った人間には憑依できず、クローンや人造人間、ステラやロッシュなどの意識を封じた人間にしか取り憑けない。また、取り憑いた人間が死亡してもベイオネットには何の影響もないが、魔法攻撃を受けると依代ではなくベイオネットへ素通しとなる。クラスやスキルは憑依した人間で変化する。
レイウォール貴族・ハーリング伯爵家を滅ぼし、その当主でカテナ（アナスタシア）の実兄であるアドルフィスのクローン体に憑依していた（その際のクラスはスカウト/レンジャー）。そのため、カテナからは家族の仇として狙われている。また、ヒューバードとバルムンクを繋ぐ橋渡し役の一人でもある。
『サガ無印』4巻では2話ともシナリオボスに抜擢された。レイウォール王国ではヒューバードに意識を封じられたステラに憑依して待ち受けていたが、ゼパとナヴァールの連携による鉄壁の防御陣を抜けずに敗北。その後、組織の長にチャンスを与えられ、ロッシュに憑依してグラスウェルズ王国でピアニィ達を狙ったが、最後に放った渾身の一撃をアンソンに跳ね返されて敗北、消滅した。
「大鎚（スレッジハンマー）」のレギン・バスカヴィル
ドゥアン（セラトス）のソーサラー/アルケミスト。『アクロス』に登場する。
二つ名通り巨大なハンマーを持っているが、それ以上に特徴的な力として、価値あるものを価値なきものに変化させ、その差分を力とする「逆錬金（あるいは錬鉛術）」とゴーレムの生成術を持つ。そのため、商人の娘であるエルザからは抜きん出て反感を買っている。「崩都」ベルリール研究の第一人者であり、カムロートの首都クリスタに居を構える賢者、という仮の姿を持つ。
ベリアルの結晶体を運び出すべく、トーラム伯の屋敷に新生「黄金の狼」を利用して潜りこみ、その復活を目論んでいた。しかし、ユンガー達との戦闘で敗北し、当てにしていた援軍も来ないまま捕縛されてしまう。その後、投獄先で謎の死を遂げている。実際にはアインに上手く利用されただけであった。
なお、賢者を自称しているが、ルール上はセージではなく、そのスキルも持っていない。
「始祖の四人」直属の部下ということで、十二人衆ではかなり高い位置にあった。そのため、レギンの死をきっかけに十二人衆はただでさえ脆かった横の連携が完全に崩壊し、竜輝石戦争前後の時代にてアブソリュートやファントムレイダーズ、エンジェルファイヤーに次々と撃破されることとなった。
「黄金（マネー）」のゴルドレイ
ヒューリンのスカウト/レンジャー。『デスマーチ』に登場する。武器を二つ名に持たないメンバー（本人は「金こそが最強の武器である」という旨の発言をしている）の一人。
表の姿はレイウォール王国に本拠を置く大商人で、「金こそが全て」という考え方を持っており、そのためアキナやドランとはとにかく反りが合わない。えげつないやり方を取ることもあるが、一応法の範囲内ではある。また、連合王国の企業にも出資している。
『デスマーチ』GMの田中信二曰く「経済バルムンク」であり、破壊工作と経済工作を連携させた攻撃のスケールの大きさが特徴。ヒューバードと組んで連合王国の経済を乗っ取ろうとし、その尖兵としてユウナを使い、金鉱の町ローンバレイで爆破テロを企んでいた。マルセルの調査で陰謀が発覚し、エンジェルファイヤーに阻止された後は即座に雲隠れしたが、ヘクスフォードで再び登場。今度はマウザーを使って港湾労働者のサボタージュを起こさせ、連合王国に送られるはずの食糧をヘクスフォード港内の倉庫に滞留させるなど、連合王国とレイウォールとの取引を妨害しにかかっていた。最終目的は自走式巨大爆弾「超兵器ドラン・ザム」を堤防に激突させて海面より低い位置にあるヘクスフォード港を水没させることで港内の食糧を損なわせ、その隙に市場に介入することであったが、察知したアキナ達によって阻止、撃破されたドラン・ザムと運命を共にした。彼の死によってゴルドレイ商会は破綻し、店舗はレイウォール政府によって差し押さえられた。
金髪の横ロールという珍妙な髪型をし、人を食った態度で相手に応対する。印象とは裏腹に黄金の巨大な銃を携えており、戦闘力は高い。
ヘクスフォードでは、港湾水没計画と並行して市場で食糧を買い占めていたが、マルセルとギィの捜索によってグラスウェルズ北部辺境の反乱分子を支援するためだったことが『ブレイク』3巻5話「見えざる影」で判明した。この情報は、時系列的には「見えざる影」の前に当たる『デスマーチ』3巻5話「秘宝の守護者」でナヴァールからアンソンに伝えられている。
「十字剣（クレイモア）」のファラフナーズ
ヒューリン。小説版に登場する。
紫色（ひと房だけ深紅）の長髪を持つ長身の女性で「妖女」と呼ぶにふさわしい外見を持つ。カタコトの言葉で話す。
アルを何度も瀕死に追い込むなど戦闘力は群を抜く。
序盤からテオドールとの関係をほのめかしていたが、3巻にてその真実が明らかとなる。最終的には「剣聖の眼」を手に入れたアルと一騎討ちで死闘を繰り広げ、「眼」を潰したものの動きを追われ、撃破された。言葉の最後がカタカナになる特徴的な喋り方をする。
『アクロス』にも一場面だけ登場している。
「半月斧（バルディッシュ）」のディーン （石井康嗣）
ヒューリン。『Fellowship of Stone』収録のボイスドラマ「思い出フロントライン」に登場する。
難攻不落とされるノルウィッチ城に潜入。十二人衆の中でも最強クラスの防御力で、迎撃したエルザやアキナをものともしなかった。その後ピアニィ一行を追ってフェリタニアに向かい、先回りしてティナの遺した秘宝を奪い取ろうとしたが、秘宝を隠した祠のトラップによって率いた部下を全て失い、自身も最後のトラップを強行突破しようとして失敗、絶命した。
仮面の男
種族不明のソーサラー/アルケミスト。『サガ無印』に登場する。十二人衆の一人ではあるものの、コードネームや本名など一切のデータは不明。常に白銀の仮面を被り、黒衣をまとっている。
ヒューバードの側近として仕えており、キンバリーを魔獣化したり、レイウォール・グラスウェルズによるフェリタニア攻略時に暗躍したりしていたが、連合王国軍がノルドグラム城に突入する最中にヒューバードの手によって洗脳された末、ピアニィたちに倒され、因果応報的な末路をたどった。死の寸前、ヒューバードへの呪詛とともに自身のコードネームと本名をピアニィたちに告げようとしたが、果たせなかった。
「曲射砲（ハウイッツァー）」のボリボス
ドゥアン（セラトス）のソーサラー/ドラグーン。『デスマーチ』に登場する。
十二人衆のメンバーが過去には新生「黄金の狼」、現在はアブソリュートやファントムレイダーズ、エンジェルファイヤーに次々と倒されたため、それを補填するべく抜擢された。メインクラスはソーサラーだが本人は完全な肉体派で、巨大なハンマーを携えている。また「ボリボス軍団」なる子飼いの部下を抱えており、彼らを投げつけて攻撃するという豪快かつ無茶苦茶な戦法を使う。また軍団には「命を守るより攻撃しろ」というこれまた無茶苦茶な決まりがある。
本人は「爆撃棍」という武器を所持しており、これで相手の防具を破壊する攻撃を行う。その戦闘力は、アザゼルも瞠目するほどだと言われていた。グラスウェルズ‐連合王国国境とゴルフォード‐連合王国国境で二度に亘ってエンジェルファイヤーを襲い、特に後者の一戦では窮地に追い込んだが、怒れるアキナの一撃を受けて絶命した。根っからの戦争屋で、十二人衆に抜擢されたのはそれを買われて。
「絞首紐（ギャロップ）」のサディア
ヒューリンのエクスプローラー/テイマー。『アクロス』に登場する。
傭兵団「ブラックヴァイス」の一員であるが、その正体はバルムンクのメンバー。傭兵団では実質的なリーダーを務める。ノーラ子飼いの配下と言え、傭兵隊を率いて新生「黄金の狼」を撃破すべく招集された。二つ名が示す通り鞭による攻撃を得意とし、移動を封じつつ締めあげてダメージを与え続ける、という戦法を得意としている。メンバーと連携して新生「黄金の狼」を攻め立てたが、立て続けにユンガーの妨害を喰らって本領を発揮できず、結局倒された。現在、作中で十二人衆とされたメンバーの中では（恐らく）唯一の生き残りである。
十二人衆の残り3人
種族・武器名・本名等すべて不詳。全員が黒いローブとフードをまとい、赤・青・銀（リーダー格）のそれぞれ異なる色の仮面をつけていた。
ノルウィッチ城を制圧したベルフトの前に姿を現しバルムンクへ引き込もうとするも、「前々から貴様らが気に食わなかった」との言葉とともに放たれた一撃で3人まとめて首を刎ね飛ばされ、抹殺された。これをもって、（少なくとも公式ストーリー上）バルムンク十二人衆は全滅した。

### その他のメンバー
「大弩（アーバレスト）」のグレゴリー・バクスター
ヒューリンのソーサラー/フォーキャスター。『アクロス』に登場する。感情を表に出さない態度が特徴。優秀な魔法使いでもある。
軍師としてレイウォール王国に潜入し、ベイオネットとも通じていた。アヴェルシアの王城を攻めるべく旧「黄金の狼」のメンバーを捕縛し、ミリアから王城への抜け道を聞き出していた。その際、駆け付けた「銀の鈴」小隊を辛くも返り討ちにしている。
その後は姿をくらましていたが、マリアが新生「黄金の狼」に保護されてラドフォード伯領へ向かうのを知って追跡。伯の別荘前でPC達と激突し、敗北。トドメは刺されなかったが、情報を聞き出されている所をアインに殺害された。
「三叉槍（トライデント）」のドライ
ヒューリン（ハーフドラゴネット）のシーフ/ガンスリンガー、ウォーリア/レンジャー、ウォーリア/メイジ。『アクロス』に登場する。
ツヴァイそっくりの容姿をしているが、翼は竜のものであり、髪も黒い。最大の特徴は3人組であることで、それぞれ魔導銃（キャリバー）・弓矢・槍を装備している（リプレイ内では便宜上、「ドライキャリバー」「ドライアーチャー」「ドライランサー」と呼ばれている）。ドライとは古エルダ語で「3」を意味する。「『三叉槍（トライデント』のドライ」とは、この3人全員を指す言葉である。
イルマの息子であるアイン・ツヴァイとは異なり、ツヴァイのデータから作り出された人造人間である。アヴェルシアの地下水路でマリアを狙って襲いかかったが、ダインの機転により撃破され、自害した。彼らの持つ黒い竜の翼は、ベリアルの持つ3対の翼の内「過去」を意味する。
「硝子剣（グラスソード）」のノルスティン
ヒューリンのフォーキャスター。『アクロス』に登場する。
ラドフォード伯領の代官ダルトン・ボイルの秘書官。生真面目な性格で、抜き身のナイフのような佇まい。捕らえたゴーレムやエクスマキナに特殊な機械を埋め込み、自在に操ることを得意とする。
二つ名は姿を現さないことに由来する。フォーキャスターの師であるグレゴリーの仇を討つべく、コーレアを操って竜輝石を捜索しつつ、鉢合わせた「黄金の狼」を倒そうとしていた。しかし、新生「黄金の狼」の連携プレーでコーレアのコントロールを解除され、狼狽えている所にユンガーの隠密射撃を受けて死亡した。
「魔弾（フリーバレット）」のカスパー、マックス、ザミュエル
ドゥアンの三兄弟でオルニス・セラトス・ケイネス。それぞれスカウト/レンジャー、スカウト/テイマー、スカウト/バード。『ブレイク』に登場する。
元々はカテナ率いる傭兵隊「黄金の狼」に所属していた傭兵。実際に所属していたのはマックスのみで、カスパーが狙撃、マックスが死体漁り、ザミュエルが二人のフォローをする。「フリーバレット」とはバルムンクとしてのコードネームで、3人全員が同じ（これはドライと同じ）。また、3人で構成しているギルドの名前でもある。カスパーはポジトロンライフルを所持しており、とんでもない距離からの狙撃を得意とする。ただ、相手を殺さずいたぶることを楽しんでいたため、カテナと衝突して「アヴェルシアの服属」直前に隊を離脱している。
仕事に隠れてバルムンクとして動いており、とある小国の聖女暗殺に際して竜輝石を強奪している。その後受けた仕事はオトガルからのフィリップ暗殺だったが、それに乗じて竜輝石を奪おうと画策していた。しかし、察知して現れたファントムレイダーズに妨害され、カスパーとマックスは敗死、ザミュエルは捕縛、後に処刑された。だがその際、戦乱を拡大するため「フェリタニアの女王がバルムンクの首領だ」という偽情報をグラスウェルズに流している。最終的な結果としてグラスウェルズの弱体化には成功した。
「剣を砕く者（ソードブレイカー）」のガーゼラク
ヒューリンのアルケミスト。『デスマーチ』に登場する。
モンドーラの部下であり、ワルダー率いる山賊「禿鷲団」に石化ガスを与え、建国まもないフェリタニア王国を混乱させようとした。その最中に正体を知られたエンジェルファイヤーを追ってフェリタニア領内を探索していたものの、そこへ国内にいるはずのピアニィ一行がメルトランド王国へ向かったとの報に接したモンドーラの命により、真偽を確認すべく探索を続けていた。しかし「フェリタニア領内を視察中のピアニィ」の足取りが一向に掴めなかったため業を煮やし、死霊兵士を用いてアディーン村を壊滅させる挑戦状を立て札として出し、おびき出さんとした。その後、やって来た「フェリタニア領内を視察中のピアニィ一行」＝エンジェルファイヤーの4人を相手に文字通りの死闘を繰り広げるが、アキナの一撃によって倒された。
優秀なアルケミストであり、驚異的な速度での武器生成を行う。生みだすのは全て剣であり、それを砕くことで攻撃・防御を行う事から「剣を砕く者（ソードブレイカー）」と呼ばれている。
組織内で明確に「誰かの部下である」ことが示された数少ないキャラクターの一人。なお、作中では一部を除き終始「ソードブレイカー」と呼ばれている。
「鉤爪（バグナウ）」のミレイ・フィリング
ヒューリンのニンジャ。『デスマーチ』に登場する。
元々はアヴェルシア貴族の令嬢だったが、「アヴェルシアの服属」の際に家が取り潰されたため、遠縁のナイジェルに引き取られた。それ以後はピアニィの興したフェリタニアに仕え、宮廷警護のニンジャとして働いていた。だが、裏ではバルムンクに与しており、「偽りの女王」でピアニィに変装したアキナを（恐らくガーゼラクの指示で）誘拐しようと謀った。しかし、隠し持っていた武器をドランに感づかれ、撤退した。実はフェリタニア（アヴェルシア）に愛着があったらしい。現在は偽名を用い、新興国家ラングエンドに潜伏している。
その後はグリンダの指揮の元、バルムンク・ノヴァとして「鎮魂歌作戦」に従事していたが、焔硝石を奪取すべく現れたアベルの軍に襲撃され、死亡している。
『サガ無印』8巻の時点では、「始祖の四人」以外で出自が明らかとなっている数少ない内の一人（他にはイルマの息子であるアイン、ツヴァイのクローンとも言えるドライがいる）である。
「仕込み杖（ソードケイン）」のユウナ・スカイアー
フィルボルのナイト/テイマー。『デスマーチ』に登場する。
サポートクラスはテイマーだが、アルケミストを経由しており、二つ名はゴーレムやエクスマキナ、爆発物などギミックの扱いに長けることに由来する。ドランをエクスマキナ化した3人のアルケミストの一人で、俗に「ドランタイプ」と呼ばれる茶筒型ゴーレムの設計者である。戦闘時はドランタイプを改造した搭乗型ゴーレム「サイコドラン」を操る。モンドーラに好意を抱いており、彼を倒したフェリタニア王国に復讐すべくゴルドレイの企みに手を貸した。アキナを初の戦闘不能に追い込むなど善戦したが、ギィによって倒された。
「紅馬の騎士」ザロス
魔族のナイト/フォーキャスター。レイウォールの竜炎三二将の一人「九の将」だったが、バルムンクに与していた。『アクロス』に登場する。
ダルトンの死を契機に「アヴェルシアの王威の竜輝石」を回収すべく新生「黄金の狼」を追って現れた。アインの部下であり、ツヴァイを捕獲する命令を受けて工房で待ち構えていたが、ツヴァイの最大の一撃によって倒された。
練金馬という機械の馬に乗り、顔の隠れる大兜を被り、紅い鎧を身につけ、両手剣を携えた「いかにも」な騎士の風貌を持つ。素顔は不明。魔族であるが騎士としてのモラルを同時に持ち合わせており、自分の他に味方がいる間は攻撃しないという独自のスタンスを持つ。
アルディオンとは別の大陸（エリンディルとは明言されていない）から渡って来た存在らしい。なお、明確にバルムンクの一員であるわけではないため、武器の二つ名は持たない。その鎧から「紅魔騎士」とも呼ばれている。
「夜魔の短剣（ナイトダガー)」
『アクロス』4巻の投稿キャラクター「ヴァージニア・クラム」の設定で語られている。彼女の家族を殺害し、仇として追われている。
「大鋏（シザース)」のシュヴァンクマイエル
ヒューリンのウォーロード/サムライ。『デスマーチ』に登場する。
グラスウェルズの王都ベルクシーレに在住する錬金術師で、高名だが「あひゃひゃひゃ」という奇妙な笑い方をする「いかにも」なマッドサイエンティスト。全身を錬金術で改造し、強力な戦闘力を持つ。機能不全に陥ったドランを整備した際、彼の動力源となっていた「竜輝石」に気付き、バルムンク以前に錬金術師としての欲が暴走。ボリボスをけしかけて奪おうとしたが失敗し、自身でエンジェルファイヤーの前に立ちはだかるが、アキナの一撃を受けて敗北。その直後、改造の反動で肉体が崩壊し、死亡した。
「仮面（マスク)」のグリンダ
ヒューリンのスカウト/バード。『デスマーチ』に登場する。
道化師の仮面をつけた黒衣の魔女、といった風貌をしており、素顔を知る者がいないことから「フェイスレス」とも呼ばれている。変装を得意とし、潜入工作や情報収集・撹乱と言った裏方の仕事を受け持つ。実戦では竪琴や呪歌を使用し、支援を中心に立ちまわる。
人を欺くことを好み、人間心理に詳しい。任務の性質上経歴は謎。直接戦闘能力はかなりのもので、ゴルフォードの錬金騎士団長であるゲオルグと互角に渡り合っていた。ベイオネットと似たタイプのキャラクターだが、こちらは実際に変装する。「ゴルフォードの王威の竜輝石」を狙ってエンジェルファイヤーを罠にかけようとしたが失敗、ボリボスの敗北によって撤退した。バルムンク・ノヴァにおいてはトップクラスの地位にある。
「愛こそすべて！」ではエルゼリエに恨みを持つアントニオを利用し、ブルックス商会が回収したロッドを狙っていた。そのため、エルゼリエに変装し金庫のパスワードをアキナから聞き出そうとしていたが、敵陣の思惑を読み違えたアキナが（アントニオの攻撃からエルゼリエを守るために）金庫に入れてしまったため、労せずして目的を果たす事となった。続く「城塞都市の守護者」ではノルウィッチ城を起動しての破壊工作を目論んだが、前回の失敗を教訓に綿密な情報収集を行ったエンジェルファイヤーに待ち伏せを喰らって敗北、命からがら撤退する憂き目を見た。その後、ヒューバードの死を受け、エストネルで大陸の遊離を食い止めているピアニィを「嘆きの一撃」で葬り去り、ヒューバードの計画を遂行すべく「鎮魂歌作戦」を発動。察知して現れたエンジェルファイヤーと死闘を繰り広げた末、アキナの一撃で敗北。アベルの私兵によってトドメを刺され、最期にヒューバードの「妹」としての顔を覗かせて事切れた。
そもそもはアザゼルの配下であるため、異様に回りくどい手段を好んで使う。現在はヒューバード直轄の部下として活動している。仮面の下の素顔は紫の瞳をした少女であり、『デスマーチ』7巻で明らかとなったそれはピアニィと同じであった。これは、彼女もまたヒューバードの手になる通称「ピアニィズ」の1人であるため。変装中は自分で「美人○○」と名乗るというおかしな癖がある。
身に着けている仮面はピアニィ同様の生命吸収能力（著しく弱体化している）を防ぐためのものであり、鎮魂歌作戦決行に際してエンジェルファイヤーと戦った際に自ら破壊している。
「鉄の処女（アイアンメイデン）」のシャオリー・ブルーム
ヒューリンのソーサラー/メンター。『アクロス』に登場する。
「ブラックヴァイス」の一員で、その隊長を務める。しかし、実際には同じくメンバーのリーランラによって洗脳された状態にあり、実質はサディアの傀儡である。そのため、バルムンクに手を貸してはいたが、本人の意思ではない。
元々はメルトランドの騎士で、ジョリィと並び「攻めのシャオリー」として知られていた。メインクラスはソーサラーだが武闘派の騎士として知られ、武器ではなく素手での戦いを得意とする。投げ飛ばした敵をさらに攻撃するという二段攻撃が得意技。カムロート沖で新生「黄金の狼」と激突したが、リーランラが倒されたことで洗脳が解け、作戦終了後にツヴァイとダインによってノルウィッチに護送された。
最終話ではラドフォード伯の手配により、かつての相棒であるジョリィと共に、ミリア救出に向かう新生「黄金の狼」達の救援に駆け付けた。
「毒薬（ポイズンピル）」のリーランラ
ヒューリンのパラディン/ドラグーン。『アクロス』に登場する。
「ブラックヴァイス」の一員。特異体質の持ち主で、体内で生成したフェロモンを散布して人心を操る事が出来、その力をによってシャオリーを操っている。バルムンクに協力することを内心嫌がっていたが、仲間を見捨てられずカムロート沖で新生「黄金の狼」と激突。戦力ダウンを狙う4人から集中攻撃を受け、真っ先に倒された。
「断頭台（ギロチン）」のアルフォンソ
ヒューリンのウォーロード/ハイランダー。『アクロス』に登場する。
「ブラックヴァイス」の一員。サディアと同じく元々からのバルムンクメンバーで、裏切り者の処刑と前衛戦闘が主な任務。巨大なハルバード型のアブストラクターを武器とし、ヒット・アンド・アウェイ戦法を得意とする。また、絶大な攻撃力を誇る反面防御力はないに等しいが、多彩なスキルの組み合わせでそれを補っている。
逃走したツヴァイを連行すべくアヴェルシア王城の地下水路に現れたが、新生「黄金の狼」に追いつかれ、戦闘に突入。鉄壁を以って鳴るダインをいきなり戦闘不能にするなど善戦したが、エルザの魔法を立て続けにくらって敗北。トドメは刺されず、開き直ってその場で寝てしまった。その後はエストネルに引き渡された。
「仕込み刀」のアリエス・アノニマス
種族不明。『アクロス』の投稿キャラクター。
「ピアニィの影武者」として送られて来たキャラクターで、仮面をつけている。
「木槌（ギャペル）」のエラクタス
ドゥアン（天翼族）の老人で『ブレイク』の投稿キャラクター。プリースト/フォーキャスター。『ブレイク』4巻においてはアンリ側の軍師を勤める。
元より軍師としてグラスウェルズに所属していた人間だが、ゴーダ伯との意見の相違の末裁判官に転身。人情味のある裁きで民衆の人気を得ていたが、裏ではバルムンクと繋がっており、軽い刑罰にかこつけてバルムンク構成員を逃亡させていた。
「集束爆弾（クラスターボム）」のテウケケム
ドラゴネット（レパータル）のナイト/ハイランダー。『ブレイク』に登場する。
戦争で死にかけた所を「火矢（ファイアアロー）」のフォードに機械化されることで生きながらえた過去を持つ。そのため、フォードを恩人と尊敬しており、彼を倒したファントムレイダーズを探していた。
グラスウェルズ内乱の最終段階においてアンリ側の兵として現れ、一行を相手に戦ったが、エルザの魔法で撃破された。
「伸縮槍(ピラム)」
ドゥアン(セラトス)のウォーリア/ウォーリア。シナリオ集「ロスベルク島攻防記2」に登場する。
大槍を武器とし、バルムンクとしては珍しい真正面からの戦いを好む。
「柄付手榴弾(ポテトマッシャー)」のナーヴェ
ヒューリンのシーフ/アルケミスト。シナリオ集「ロスベルク島攻防記2」に登場する。
貴重なマジックアイテムを使い捨てる形で戦うためにこの二つ名がついた。
「二本差し」のエンザン
ヒューリンのウォーロード/サモナー。『ゲッタウェイ』に登場する。
サムライを経由しており、二刀流で戦う。元はフェリタニアに潜入していたバルムンクメンバーで、内部から壊滅させるのが役割だった。しかし、『サガ無印』5・6巻で事実上ヒューバードがバルムンクを裏切り、彼の直轄であるグリンダがノヴァを率いるようになったため、組織を乗っ取られたとしてヒューバードを恨んでいる。
その意趣返しのため、「ナヴァール配下の大統領特捜官」を騙り、彼の泣き所（と見た）リージュを確保しようとしたが、当然ゲッタウェイの反発を買って交戦。チコ・ヒルダを立て続けにKOするという奮戦ぶりを見せつけたが、怒れるリージュの銃撃を受けて絶命した。
人殺しを心底楽しむ殺人狂で、犠牲者たちの魂をファミリアとして従えている。
「蛇砲(カルバリン）」のジルグラード・グレイザー
ヒューリンのプリースト/アルケミスト。『ノベル・デスマーチ』の「あたしは絶対あきらめない！」「お前を絶対守り抜く！」に登場。
「私は断じて裏目らない！」から始まる一連の事件の黒幕で、レイウォールの軍人として潜入していた。大筋の目的はイビルソードを元とした魔力を喰らう妖魔「邪神剣（デモニックソード）」の創造。さらに言えば、大陸中の魔力を喰らいつくしたのち、セフィロスを喰らわせて邪神剣を人造の「邪神の御子」に仕上げることが目的だった。古代都市「オートニア」に付設した工房で作業を行っており、隠れ里から誘拐したエクスマキナ達の生命力と魔力によって邪神剣を作り上げていた。
ミネルヴァ失脚後、彼女の力を利用するため裏で手を回し、彼女の配下だったフリードリッヒ達をボールデン山脈の強制労働に送り込んで人質として利用。ステラのアンデッド化を狙った作戦をホークブルグで実行させたが、その発端となった武器密造事件の裏にも絡んでおり、それら全てを大がかりな陽動として裏で邪神剣創造を進めていた。
エンジェルファイヤーに殴り込まれてもなお余裕を見せていたが、防御障壁をギィに破られたことで形勢が逆転。それでもなお、レールガンに邪神剣の核を融合させ、自身を取り込ませて抵抗を図ったが、アキナの一撃で一刀両断された。
「投石弾（タスラム）」のコネリー
ヒューリンのウィザード/ニンジャ。「サガ無印」に登場する。
元メンバーであり、現在は脱退。詳細は「アリアンロッド・サガ・リプレイ」を参照。
「猛毒（ベノム）」のボリス
ヒューリンのスカウト。「イェーガー」に登場する。
「胡狼会」という組織に入り込み、瘴気で汚染された場所に咲く赤い花を原料とした麻薬「レッドラウズ」の製造を行っていた。猛毒と投げナイフを操って戦う。
レッドラウズは本来邪悪化を促進する薬なのだが、本人はそれを知らなかったらしく、単にパワーアップの薬として使用していた。
それぞれの思惑で胡狼会を潰しに現れた“J”の4人と激突したが敗北、機密保持のため自害した。

### バルムンク・ノヴァ
竜輝石戦争後に暗躍し始めたバルムンクの後継組織。竜輝石戦争前後の事件でバルムンク主要メンバーの大半が死亡したため、その残党が構成員となって活動している。幹部連としてバルムンク・ノヴァ十六魔将という者達が居るが、前身組織からの人材不足は著しいらしく、十二人衆に比べメンバーの色物臭は圧倒的に濃くなっており、二つ名も通例の武器の名前以外の者が増えている。前身組織からはグリンダが参加。『サガ無印』10巻でヒューバードが倒され、『デスマーチ』9巻でグリンダが死亡したことにより、事実上崩壊している。

#### 十六魔将
「突撃槍(オクスタン）」のグラハム・ハミルトン
ヒューリンのウォーロード/サムライ。『デスマーチ』に登場する。
元レイウォール三二将の一人。平和を忌み嫌う戦争屋で、実力はマルセル曰く「ベルフト王子と比肩しうる猛撃を加えられる人物」。残党で構成された「バルムンク・ノヴァ」の幹部連「一六魔将」に名を連ねている。
ピアニィの来訪を控えたグランニコルを壊滅させるべくグリンダと共謀し、ジャスミンと配下「紅の牙」を利用してゴーレム「ヴォルケイノ」を起動したが、エンジェルファイヤーに阻まれ、最期はアキナの斬撃の前に倒れた。死後はグランニコルの墓地にレイウォール三二将として葬られた。
「アヴェルシアの服属」においてケネス王を謀殺した部隊（『呪われし者』アルベインもここに属していた）の指揮官であり、ドランにとっては自身やローレンスの仇に当たる。その一方、マルセルにとってはレイウォール軍時代の先輩であり、複雑な感情を持つ。
「銃機剣（ガンブレード）」のヴィクトール・ノエル
エクスマキナのスカウト/ハイランダー。『デスマーチ』に登場する。
全身を黒で装った一六魔将の一人。フォードによって開発された殺戮機械で、調整失敗により愛した者を殺害すると言う欠陥を持っている。大陸を放浪していたベネットに一目惚れしたらしく、その命を狙っている。グリンダ配下としてメカアンリの護衛を務め、エンジェルファイヤーに敗北した後撤退した。
「細剣（レイピア）」のルシエルハルト
ドゥアン（オルニス）のナイト/モンク。『デスマーチ』に登場する。
ナイフのような眼光を持つ美青年で、一六魔将の一人。白と黒の翼が特徴。自信家で独自の美学を持っており、反するものには容赦をしない。二つ名に反して武器は拳。ヴィクトール共々エンジェルファイヤーの前に立ち塞がり、戦闘後に撤退した。
「愛（ラブ）」のアントニオ
ヒューリンのスカウト/バード。『デスマーチ』に登場する。
かつてエルゼリエにアタックして手酷くフラれた過去を持ち、そのため彼女に恨みを持っている。表の顔はトップアーティストだが、「ラブクラッカー」というトラップによる魅了効果に依る所が大きく、ナオミに言わせれば「二流」。部下として盗賊団「ナイスガイブラザーズ」を従えているが、手仕事の割に派手。
グリンダの手引きでブルックス商会を襲ったが、ドランの二連自爆を喰らってあえなく撃退された。
「甘い罠（ハニートラップ）」のイーハ・セルヴィース
ヒューリンのソーサラー/サモナー。『デスマーチ』に登場。
「デンジャラスハニービー」という毒蜂の群れを従えるサモナーで、生物を操る独特の魔術を得意とする。個人的趣味から、その能力で強いヒューリンの男を籠絡することを好む。その美貌と魔術により人材を籠絡し、組織を内部から崩壊させることを役目とする潜入工作員。
グリンダに従ってノルウィッチに現れ、ヒルダ達と交戦。フェリタニアの将を操るなどして一行を苦しめたが、水際で凌がれ続けた末にヒルダの一撃を喰らって力尽きた。
「影歩き（シャドウストーカー）」のサイ・ハットリ
ヒューリンのエクスプローラー/ニンジャ。『デスマーチ』に登場する。
黒装束と仮面、軽兜を身に着けた暗殺者。元々はレイウォールの軍人であり、ヒューバード直下の諜報部隊「竜影」の隊長を務めていた。主君亡き今もその忠誠は衰えず、同じ志を持つグリンダに助力して鎮魂歌作戦に協力していた。

#### その他のメンバー
「陽電子狙撃銃（ポジトロンライフル）」のカーネリア
エクスマキナのスカウト/アルケミスト。『デスマーチ』に登場する。
生死ギリギリの戦闘を好む戦闘狂の女性で、敵も自分も生死の境を潜るような限界の戦いを楽しむ。二丁のポジトロンライフルがトレードマーク。アラリア山の洞窟で一行の行く手を阻んだが、アキナの一撃で呆気なくノックアウトされた。その後はアベルに与したらしく、力尽きたグリンダを狙撃で抹殺している。
「温泉郷（スパ）」のジャスミン
ヒューリンのメイジ/サモナー。『デスマーチ』に登場する。
グランニコルに逗留している温泉掘りの少女。温泉の精霊の声を聞くことが出来る。正確にバルムンク・ノヴァに所属しているわけではなく、グラハムの直轄部隊「紅の牙」に協力している。その目的は、父・ローレンスの霊の言葉に従い、彼が仇と呼ぶドランを殺害することであった。しかし、実際にはグリンダとグラハムに体よく利用されただけであり、その精霊の声が聞こえるという特質をヴォルケイノ制御のために使われることになった。最終的にはマルセルとギィの連携で救出され、誤解も解けて和解した。
彼女の持つペンダントはローレンスの形見だが、実は「知恵の竜輝石」が埋め込まれており、ヴォルケイノの制御装置の役割を果たしていた。事件後、ペンダントはジャスミンからドランに手渡され、のちにルドルフの手で「ゴルフォードの王威の竜輝石」に代わるドランの動力源となった。
「人形遣い（ゴーレム）」のルードヴィヒ
ヒューリンのアルケミスト。『デスマーチ』に登場する。
ドランをエクスマキナ化した3人のアルケミストの一人で、ゴーレムの研究をしている。両目を錬金術で機械化している。合衆国転覆を狙うグリンダの作戦に乗り、神代の超兵器を起動すべく竜輝石を狙っていた。しかし、あまりにも回りくどいグリンダの作戦に業を煮やし、全てが失敗した所で直接出て来た。
専用のゴーレムを用いてエンジェルファイヤーと戦ったが、怒涛の連続攻撃に晒されて敗北した。
ギルバート
ルードヴィヒが語った謎の人物。ドランをエクスマキナ化した3人のアルケミストの一人で、人格と精神の研究をしていた。本来の計画を無視し、ドランの動力源にテオドールから預けられていた「ゴルフォードの王威の竜輝石」を使用したが、その力に恐れをなし、そのまま逃がした。その後は全てを語ることなく死亡している。
「棘手甲（スパイクグローブ）」のテンタクルス
ヒューリンのウォーリア/モンク。『ゲッタウェイ』に登場する。
スキンヘッドが特徴で、ギデオンにリージュの誘拐を依頼した本人。彼女のいた世界平和研究所が結界に覆われていたためにその存在を認識できず、ギデオンを利用して内部に侵入した。手勢を率いてリージュ強奪に動いたが、直後にナヴァール率いるフェリタニア軍の追撃を受け、洞窟へ進入。内部でトラップにかかり続けて手勢を失ったものの、本人はギルド・ゲッタウェイの許に到達。ギデオンを戦闘不能に追い込んだものの、ヒルダの奮戦で敗北した。
「双剣（ツインブレイド）」のマーカス
ヒューリンのウォーロード。『ゲッタウェイ』に登場する。
十二人衆を壊滅させ、事実上バルムンクにトドメを刺したベルフトをつけ狙っており、ヒルダ達が彼を救出して来た隙をついて襲撃した。これはマーリンの預言を受けた上での行動である。しかし、「大陸最強」の異称を取るベルフトに敵うはずもなく、あっけなくノックアウトされた上に剣も奪われた。
「五指（ファイブフィンガーズ)」のキルスティン
エクスマキナ。『デスマーチ』に登場する。
グリンダがノルウィッチ城起動作戦において登用した5人組の女性型エクスマキナ。グリンダをギルドマスターとするギルドに所属しており、それぞれ「親指」「人差指」「中指」「薬指」「小指」の二つ名を持っているが、名前は全員共通。
「小指」は鋼鉄騎士団の新入り「パティ」として潜り込んだが、王蛇会のネットワークと独自の情報網で作戦を掴んでいたエンジェルファイヤーに看破されて倒された。「親指」はドランに扮してグリンダと共にノルウィッチ城に潜入したが、やはり待ち伏せしていたエンジェルファイヤーに撃破された。こちらは「殺殺殺(キルキルキル)」と笑い、「キルスティン」のネーミングはこれが元。「人差指」「中指」「薬指」はグリンダに合わせて各地の古代兵器を起動すべく潜入していたものの、マルセルが構築した緊急連絡ネットワークで危機が知らされたため、ベルクシーレはアンソンとカテナ、ノルドグラムはリディル率いるドラゴンファイヤー、ウォリックフォードはアーチェによって倒され、全滅した。なお、「親指」と「小指」は自爆能力「キルスティンボム」を持つほか、カウンター戦法を得意とする。
「賽の目（ダイス）」のグリム・リーパー
ヴァーナ（アウリル）のエクスプローラー/レンジャー。「デスマーチ」に登場する。
フリーのテロリストで、依頼を受けて動く。特定の主義主張は持たず、気分次第で依頼を受ける完全な愉快犯。
ラングエンドに雇われ、国際平和会議のテロのために爆弾を運び込んでいた。最終的な狙いであるスリス暗殺の囮となっていたが、全開で攻め立てて来たエンジェルファイヤーの猛攻に晒され、敗北した。
「盾なる剣（フェター）」のゲイル・マーフ
ヒューリンのウォーリア/モンク。「デスマーチ」に登場する。
東方由来の古武術の伝承者で、一時はメルトランド軍にいた。バルムンク・ノヴァに師を救われた経緯があり、その恩を返すために参加している。
「債権（クレジットクレーム）」のシルバード
フィルボル。「サガ・レジェンド」に登場。
「黄金」のゴルドレイの部下であり、彼を師と仰いでいた。その影響かやはり金を用いた謀略を得意としており、貸金を調達しては貸付、利子で儲ける、債券を売買するなどの行為を行っている。無論ここまでならただの金融業者なのだが、資産を差し押さえるために相手の返済行動を妨害するという地味に厄介な方法を取る。
風雲児のコロシアムを押さえることでヘクスフォードの支配権を奪い、そこを組織の拠点として使おうとしていた。しかし、風雲児を誘拐し、マチュアの返済行動を妨害していた事実をセレネに突き止められ、さらに裏で捜査をしていたギィとドランがコロローナ商会と連携を取ったことで計画が全て崩され、ドランに逮捕された。
土木建設部隊
シルバードの部下であるエクスマキナの4人組。それぞれ「ドリル」「ピッケル」「シャベル」「パイルバンカー」という名前であり、使う武器もそれぞれの工具をモチーフとしたもの。
実は合体機構を有しており、大型の人型エクスマキナ「建設巨神」へと変貌を遂げる。感謝祭の試合でコロローナ商会と戦ったが、フレアとドルの怒涛の攻撃の前に敗北した。
元々は組織のメンバーではなく、ゴルドレイ商会に仕事を奪われてやむなく参加していた。そのため試合後、ヘクスフォードの復興に駆り出されることとなった。
「火掻き棒（ポーカー）」のダビド・クリッツェン
ヒューリンのエクスプローラー/アルケミスト。『デスマーチ』に登場。
配下の「コークス部隊」と絶対的な火力を持って敵を殲滅する工作員で、炎と爆発を用いた攻撃を操る。この世の全てを焼き尽くすという破壊願望を持った危険人物である。ビルベリに潜入、焔硝石爆弾を起爆して全てを吹き飛ばそうと目論んでいた（火炎・爆発によるダメージを一切被らない特異体質であり、巻き添え前提である）が、突入して来たヒルダ達に倒された。「ファッファッファッ」と笑う。
「神殺し（チェーンソー）」のキッコリー
エクスマキナのウォーロード。『デスマーチ』に登場。
右腕にチェーンソーを装備した鎧型のエクスマキナ。元々は森林伐採用の機体であるが、大崩壊の後悪化したエクスマキナ迫害に抵抗して、戦国メルトランドでテロ行為を行っている。アルコールを動力に駆動し、戦闘中でも水筒で持ち歩いている。
「護拳（ナックルガード）」のジェフリー・バックマン
ヒューリンのナイト/モンク。『デスマーチ』に登場。
アベルの護衛を務めていたが実際にはバルムンクの一員であり、焔硝石によるテロ攻撃の援護のためにトレインゴーレムに乗り込んでいた。拳を用いた格闘戦を得意とする。
「色（カラー）」のアケハ
ヒューリンのソーサラー/バード。『デスマーチ』に登場。
色を媒体に発動する失われた古代魔術を継承しており、それによる幻覚や洗脳などを得手とする諜報員。鎮魂歌作戦実行のためレイウォールの街に潜伏しており、生命力を吸い上げるトラップを幻影で隠していた。
「偽金（ブラス）」のアルノルド・ゴルドレイ
ヒューリンのウォーロード。『デスマーチ』に登場。
2巻に登場した「黄金」のゴルドレイの従弟であり、彼を倒したエンジェルファイヤーにリベンジするためにノヴァに属している。二刀を操る戦士であり、腕っぷしは強い。
「投げ矢（ダーツ）」のテオパルト
ヒューリンのスカウト。『ゲッタウェイ』に登場。
全身黒ずくめの暗殺者で、ダーツを武器としている。表面上は礼儀正しくしているが、内面はターゲットの死による損失や被害を妄想しては悦に入るという偏執狂。フィリップ暗殺の実行犯として潜入したが察知したヒルダに割り込まれて暗殺は失敗、ギデオンの反撃を受けて倒された。
「護身剣（ダーク）」のアプアプラス・フーリュゲリ
フィルボルのナイト/テイマー。『ゲッタウェイ』に登場。
種族柄身長の小さいフィルボルの中でも飛び抜けて小柄な女性で、狼のサーバントを相方に戦う。本人の武器は漆黒の短剣だが、これは身を守る際にダメージを削るために使用する。フィリップ暗殺のためにガードとして潜入したが、察知したゲッタウェイに妨害され、倒された。

## セイン
『アリアンロッド・サガ』シリーズ全体のキーワードとなる集団。
妖魔に支配されかかった人類が、神の支援を得て敢行した総反撃という側面を持つ「地の粛清」をもってしても、妖魔と魔族は完全に滅びなかった。生き残った妖魔と魔族は精霊を邪悪化し、都市や村邑を襲撃し、支配下においた。
その中で、ウルフリックという名の戦士は、同志たちと共に妖魔や魔族と戦い続けた。その過程でウルフリックは「風の時代」の遺跡で神々と邂逅。神が遣わした古代竜“虹の”セフィロスから「竜輝石」という魔法の石を賜った。
竜輝石の力を得たウルフリックたちは、妖魔や魔族との13度の戦いに全て勝利した。しかし彼らは深く傷ついていた。ウルフリックたちを哀れんだ神々は、彼らの安息のために新たな大地を与えた。これがアルディオン大陸である。エリンディル聖暦100年代の出来事であった。
「セイン」とは、ウルフリックと、彼と共に戦った戦士の一団を指す。ルール第一版およびその関連製品が終息した時点（2011年7月19日）において、基本ルールブック、サプリメントおよび公式リプレイにてセインと確認された者は以下の通りである。ウルフリックとその妻フェリタニア、ウルフリックの弟ウルフリング、フェリタニアの弟フェルディナント、ルキアノス、ルキアノスの妹メルティ、エル・ウォーデン、ユースタス、“狐の”トゥーク、テオドール・ツァイス、ゼパ・フリンジコルト。
ウルフリック、フェリタニア、ルキアノス、メルティ、フェルディナント、エル・ウォーデン、ユースタスは、エリンディルでの最後の戦いにおいて神々から香木で作られた7振りの木剣「魔討剣」を授けられている（ただしルキアノスの「没薬剣――気高き牙」はセインのアルディオン移住時にウルフリングに譲られた）。これは人間は斬れないが魔族は斬れるという。
アルディオン移住に多数のセインは賛成したが、一部にはエリンディルに残ることを望む者もいた。両者の間でウルフリックは悩んだが、最終的には「アルディオンにこそウルフリックが必要になる。自分はエリンディルに残る同志を庇護する」とのルキアノスの説得に同意した。結果、セインはウルフリックらアルディオンに渡った者達とルキアノスらエリンディルに残った者達に別れた。そして前者はアルディオンにて、後年の歴史に「フェリタニア統一帝国」と呼ばれることになる国家を築く。「フェリタニア」とはウルフリックの妻の名に因む。ウルフリックを除く魔討剣を有するセインは「大伯」と呼ばれ、統一帝国期にはウルフリックと共にアルディオンを巡っていたという
現在、セインの大半はエル・シフ・ノールドの大聖堂で眠りについており、時が来たならば目覚め、使命のために戦うことになる（このため、彼らは『聖堂騎士団』の別名を持つ）。『サガ無印』7巻11話「共に幸せな未来を」では、“真の四宝の試み”を狙った妖魔・魔族の襲撃に備え、ベルリールにてナグルファルを監視する任にあるユースタスを除く全セインがエル・ウルフリック・ミンスターに集結した。
『エリンディル・レジェンドガイド』によれば、ディアスロンドを頂点とするエリンディル西方の神殿では「防人」とも呼ばれる。ただしその存在は神殿によって秘匿されており、一般にはほとんど知られていない。
エル＝ウォーデン
エルダナーン。『サガ無印』に登場する。本編開始時点におけるエストネル国王。「大伯」の一人で、魔討剣の一つ「白檀剣――優しき牙」を持つ。
“ウルフリックの二番目の親友”“祭司王“と謳われる神官。厳密な年齢は不明だが、長命種のエルダナーンの中でも図抜けた長寿を誇り、建国以来現代までエストネルの玉座に君臨している。
セフィロスよりアルディオン大陸の歴史の監視を義務付けられており、大陸内諸国、特に統一帝を巡る戦争にはもっぱら調停者もしくは傍観者としての態度を貫いている。しかしフェリタニア王国建国後は、メルトランド戦役停戦会議にてピアニィの差し出した竜輝石が「アヴェルシアの王威の竜輝石」ではなく「真実の竜輝石」であるにもかかわらず連合王国の成立を裁可し、竜輝石戦争初期のキャメルウォータ会戦での連合王国軍勝利の報に接して愉快そうな表情を見せるなど、その立場を微妙に変化させる。そして竜輝石戦争を経て七王国（復興したベルリールを含む）の覇者となったピアニィを統一帝に任じると共に、「真実の竜輝石」を持つ「真の統一帝」たるピアニィに“真の四宝の試み”を受けるよう決断を迫る。ピアニィが受諾した後は、セインとノーデンスをエル・ウルフリック・ミンスターに集結させ、儀式に乗じて“邪神の御子”を復活させんと目論む魔族・妖魔の大群迎撃の指揮を執る。
だが、「真の四宝の試み」の直後に起こった大破壊の直後、ピアニィに詰め寄ったところにピアニィズの一人の攻撃を受け、絶命した。
刀剣の鑑定家としても知られ、ベルフトの持つ剣「ギガントマッシャー」は彼から認定を受けた名剣の一つ。
テオドール・ツァイス
ヒューリン。小説版『サガ』3巻に登場する。アルとナーシアの剣の師であり、「世界最強」「剣聖」と呼ばれた二刀流の剣豪。リプレイではアルの回想でのみ登場する。
神竜王セフィロスが“邪神の御子”を封印した後も、エル・シフ・ノールドで眠りにつくことなく、魔族の残党や後のバルムンク達とただ一人戦い続けていた。しかし、その結果延々続く戦いに疲れ、道を踏み外してバルムンクに所属することとなる。その目的は、友の仇である“邪神の御子”を斬るため、その邪魔になるセフィロスを排除するためであった。
その後は隠棲し、アルとナーシアに剣を教えていた。その中でバルムンクを離脱することを決意したが、それを阻止すべく放たれた刺客に応戦、力尽きて死亡した。公式には乱心し、グラスウェルズ王国の騎士団に討たれたことになっている。その後、「剣聖の目」を移植されたアルの精神世界に現れ、かつてと変わらぬ圧倒的実力で死闘を繰り広げたが、精神世界の特性を生かしたアルに紙一重で敗北。後を託し、完全に消滅した。「剣聖の目」は今なおアルの力となって存在している。
アルが背中に背負っている2本の剣はテオドールの遺品であり、怒りによって起動する「憤怒の神剣」という銘がある「神秘殺しの剣」である。また、かつてゴルフォード王より「ゴルフォードの王威の竜輝石」を預っていたことがあるが、後にバルムンクの一員だったとある人物に渡された。そしてテオドールの死後、「ゴルフォードの王威の竜輝石」は紆余曲折を経て意外な人物のもとに渡る。
ユースタス
ヒューリンのサムライ。『アクロス』とシナリオ集『ベルリールの竜輝石』に登場する。
“聖戦士”の二つ名で呼ばれる。「大伯」の一人で、魔討剣の一つ「蘇合剣――輝く牙」を持つ。長命種であるエルダナーンのエル・ウォーデンと異なり、ユースタスは神より授けられた力によって生き長らえている。外見は常に憂いを帯びた表情を浮かべている30代半ばの男性。普段は、今はレイウォール領となった旧ベルリール王国の森の中にある小屋で、木彫りの人形を作りながら過ごしている。
かつてはベリアルを追っていたが、その最中にナグルファル召喚の儀式によってベルリール市が壊滅。市民を助けられなかった罪の意識から、本名を捨てて「レムナント（生き残り）」と名乗っている。木彫りの人形は亡くなったベルリール市民の墓標の代わりとして作っているものである。
カムロートのハリソン・トーラム伯とは知人。過去の経緯からバルムンクについて深い知識を持つ。
「アヴェルシアの王威の竜輝石」をエルザが持っているのを見て、彼女を「運命に選ばれし者」と評したが、その真意は不明。また「グラスウェルズの王威の竜輝石」に呪いがかかっている事実を知っていた節がある。
ベリアルとの決戦に赴く新生「黄金の狼」に対し、魔討剣を持ち出して援護を敢行。駆けつけたグリーナ達と共に魔軍と戦った。その後はベルリールに戻り、ナグルファルの封印を監視している。
ゼパ・フリンジコルト
ネヴァーフのナイト/テイマー。詳細はアリアンロッド・サガ・リプレイ・ブレイクを参照。

## 竜
アルディオン大陸諸国、特にフェリタニア統一帝国の流れを汲む七王国は、七大神と並んで「動物の王」の一柱「すべてもつ竜の王」ファーヴニルの眷属たる竜、特にセインたちを導いた「神竜王」セフィロスへの信仰が篤い国柄でもある。『アリアンロッド・サガ』全体のキーアイテムである竜輝石はセフィロスがセインにもたらしたものであり、ドラゴネットはセフィロスの眷属とも言える。『アリアンロッド・サガ』にも何体かの竜が登場している。
「純白竜」アイン
グラスウェルズを守護せし神竜にして「破壊」を司るセフィロスの分身の片割れ。『ブレイク』5巻に登場する。
後に「グラスウェルズ」と呼ばれることになる地へ降り立ち、加護を与えるはずだったが、アザゼルに妨害され、以後戦い続けていた。その後、アザゼルに操られたグラスウェルズ王により、呪いのかかった「王威の竜輝石」に魂を封じ込められてしまう。結果としてグラスウェルズは神竜の加護を失い、バルムンクの傀儡国家と化してしまうことになった。
知友のゼパとの間に「万が一の時はアインを滅ぼしてでもアザゼルを討つ」という約定をかわしており、決戦ではアザゼルの力を押さえ、勝利に貢献した。その後身体を乗っ取られるも、ファントムレイダーズがアザゼルを滅ぼしたことにより解放。人間達にグラスウェルズの未来を託し、消滅していった。石化した竜身は、現在同国の沖に沈んでいる。
竜輝石内の魂は人の姿をしており、白銀の長髪に青い目をした少女、という出で立ち。
「真紅竜」アイン・ソフ
レイウォールを守護せし神竜にして「創造」を司るセフィロスの分身の片割れ。『サガ無印』7巻、『メイビー』、シナリオ集『ベルリールの竜輝石』に登場する。
“真の四宝の試み”の最中に出現した“血の螺旋”に対抗すべくケセドの召喚を受けて出現、エストネル上空で激突を繰り広げた。しかし、途中で発生した「大崩壊」の衝撃波に巻き込まれて重傷を負い、ボロボロになりながらどうにかレイウォールまで帰還した。しかし、神殿までは辿りつけず力尽きて人間体に戻り、「深紅の森」に落下。パトロールを兼ねて中央政権の偵察をしていたバヤンとカルロスに回収され、その後はバウエス公領で保護されていた。
治癒に必要な「奇跡の泉」は国王不在の状況では使用できなかったため手詰まりに陥っていたが、後にドラゴンファイヤーがレイウォール乗っ取りの陰謀を防いだ際に解放され、無事に復活した。
竜としての姿は鬣と髭を蓄えた赤い有翼竜であるが、人間の姿は紅い衣を纏った少女という出で立ち。
人類戦争終結後、セフィロスがピアニィに宿ったままアヴァロンへ去ってしまったことを受け、アルディオン大陸から姿を消した。これにより、アルディオンの守護竜は全ていなくなってしまっている。
“銀の”ケセド
『アリアンロッド・リプレイ・ハートフル』からのゲスト出演。『サガ無印』7巻に登場する。
自ら動くことが出来ないセフィロスの要請でアルディオン大陸に渡り、人間の姿で吟遊詩人を表向きの生業としながら（人間としての名前は『ハートフル』と同じく「ケセド・ヴァンガード」）、上位魔族の動きを監視していた。“真の四宝の試み”の最中に出現したダーインスレイブに応戦するため、アイン・ソフを召喚した。
「神竜王」“虹の”セフィロス
アルディオン大陸を守護せし神竜。『サガ無印』7巻に登場する。
かつてはエリンディル大陸において全ての古代竜の頂点たる存在「神竜」だった。ウルフリックらセインたちが「風の時代」の遺跡で神々との邂逅を果たした後、神々の使いとして竜輝石をセインにもたらし、その戦いを支えた。のち、神竜の座をゾハールに譲り、アルディオンに渡るセインたちをエスコートした。その際、神々より「（新たな神竜たる）ゾハールを超える者」として「神竜王」の二つ名を与えられた。
“虹”の二つ名は、様々な能力を持つ複数の形態に変わる力を有することに由来する。彼の分身の最たるものが破壊を司るアインと創造を司るアイン・ソフである。
帝紀100年代の魔族の大侵寇に際して、その長たる“邪神の御子”を、自身を封印として封じた。そのため自ら行動することが出来ず、その力の大半も行使できない状態にある。しかし、この伝承は肝心な部分が欠けており、本当の真相は、ウルフリックを媒体として“御子”を封印したものの、その魂は儀式の場に居合わせた聖妃フェリタニアを乗っ取って逃亡した、というものであった。
“真の四宝の試み”に挑んだピアニィによって召喚されるが、同時に解放された“邪神の御子”共々彼女に取り込まれてしまう。それでも彼女に意志を伝えることは出来るらしく、現在はピアニィの持つ鱗を通じて力を発揮している。
“邪神の御子”討滅後、“御子”の肉体を解放し、さらなる争いを呼ぶことを良しとしないピアニィの意思を受け、諸共彼女に宿ったままアヴァロンヘ去っている。

## 作品一覧

### リプレイ
- アリアンロッド・サガ・リプレイ【6巻まではルール第一版、7巻以降は『アリアンロッドRPG 2E』準拠】
  - アリアンロッド・サガ・リプレイ1 戦乱のプリンセス ISBN 978-4-8291-4536-4
  - アリアンロッド・サガ・リプレイ2 最強のフィアンセ ISBN 978-4-8291-4549-4
  - アリアンロッド・サガ・リプレイ3 殺意のエトワール ISBN 978-4-8291-4562-3
  - アリアンロッド・サガ・リプレイ4 裏切りのマリオネット ISBN 978-4-8291-4576-0
  - アリアンロッド・サガ・リプレイ5 激闘のピースメイカー ISBN 978-4-8291-4603-3
  - アリアンロッド・サガ・リプレイ6 運命のダイナスト ISBN 978-4-8291-4615-6
  - アリアンロッド・サガ・リプレイ7 終末のエンプレス ISBN 978-4-8291-4639-2
  - アリアンロッド・サガ・リプレイ8 新世界のサーヴァント ISBN 978-4-8291-4653-8
- アリアンロッド・サガ・リプレイ・アクロス【完結。ルール第一版準拠】
  - アリアンロッド・サガ・リプレイ・アクロス1 天に月、地に剣 ISBN 978-4-8291-4539-5
  - アリアンロッド・サガ・リプレイ・アクロス2 狼の魂、竜の光 ISBN 978-4-8291-4553-1
  - アリアンロッド・サガ・リプレイ・アクロス3 漆黒の刃、黄金の牙 ISBN 978-4-8291-4567-8
  - アリアンロッド・サガ・リプレイ・アクロス4 剣の嘆き、王の帰還 ISBN 978-4-8291-4587-6
  - アリアンロッド・サガ・リプレイ・アクロス5 黄金の狼、銀の紋章 ISBN 978-4-8291-4607-1
- アリアンロッド・サガ・リプレイ・ブレイク【完結。ルール第一版準拠】
  - アリアンロッド・サガ・リプレイ・ブレイク1 ファントムレイダース ISBN 978-4-8291-4545-6
  - アリアンロッド・サガ・リプレイ・ブレイク2 フレイムレギオン ISBN 978-4-8291-4557-9
  - アリアンロッド・サガ・リプレイ・ブレイク3 キングダム・フォールズ ISBN 978-4-8291-4595-1
  - アリアンロッド・サガ・リプレイ・ブレイク4 グレートレベリオン ISBN 978-4-8291-4614-9
  - アリアンロッド・サガ・リプレイ・ブレイク5 ラストミッション ISBN 978-4-8291-4627-9
- アリアンロッド・サガ・リプレイ・デスマーチ【4巻まではルール第一版、5巻以降は『アリアンロッドRPG 2E』準拠】
  - アリアンロッド・サガ・リプレイ・デスマーチ 死んで花実が咲くものか! ISBN 978-4-8291-4571-5
  - アリアンロッド・サガ・リプレイ・デスマーチ2 愛はお金で買えません! ISBN 978-4-8291-4584-5
  - アリアンロッド・サガ・リプレイ・デスマーチ3 孤立無援の大ピンチ ISBN 978-4-8291-4605-7
  - アリアンロッド・サガ・リプレイ・デスマーチ4 さらにキビシイ綱渡り! ISBN 978-4-8291-4620-0
  - アリアンロッド・サガ・リプレイ・デスマーチ5 破滅を招く読みちがい ISBN 978-4-8291-4648-4
- アリアンロッド・サガ・リプレイ・ゲッタウェイ【『アリアンロッドRPG 2E』準拠】
  - アリアンロッド・サガ・リプレイ・ゲッタウェイ 革命★センチメンタル ISBN 978-4-8291-4636-1
  - アリアンロッド・サガ・リプレイ・ゲッタウェイ2 逆境★ワンダフル ISBN 978-4-8291-4659-0
- アリアンロッド・サガ・リプレイ・エチュード【2巻まではルール第一版準拠】
  - アリアンロッド・サガ・リプレイ・エチュード ISBN 978-4-8291-4601-9
  - アリアンロッド・サガ・リプレイ・エチュード2 やって来た恐るべき先輩 ISBN 978-4-8291-4622-4
- アリアンロッド・サガ・リプレイ・イフ レイウォールの奇跡 ISBN 978-4-8291-4660-6 【1話はルール第一版、2話は『アリアンロッドRPG 2E』準拠】

### サプリメント
- アリアンロッド・サガ アルディオン大陸ガイド（ワールドガイド、スキル、アイテム、種族等追加データ。ルール第一版準拠） ISBN 978-4-8291-7672-6
- アリアンロッド・サガ トラベルガイド ベネット見聞録（ワールドガイドの第1回改訂、追加データ、シナリオ。ルール第一版準拠） ISBN 978-4-8291-4546-3
- アリアンロッド・サガ タクティクスガイド（追加ルール、ワールドガイドの第2回改訂、追加データ、大規模戦闘ルール、シナリオ。ルール第一版準拠） ISBN 978-4-8291-7692-4
- アリアンロッド・サガ アルディオンレボリューションガイド（ワールドガイドの第3回改訂、スキル、アイテム、種族等追加データ、大規模戦闘ルール、シナリオ。『アリアンロッドRPG 2E』準拠） ISBN 978-4-8291-7672-6

### シナリオ集
- ロスベルク島攻防記（キャンペーンシナリオ集。ルール第一版準拠） ISBN 4-86224-036-4
- ロスベルク島攻防記2（キャンペーンシナリオ集。ルール第一版準拠） ISBN 978-4-86224-064-4
- ベルリールの竜輝石（キャンペーンシナリオ集。『アリアンロッドRPG 2E』準拠。アルディオン専用種族クラス・地域クラスの暫定サプリメントを兼ねる） ISBN 978-4-86224-068-2
- ベルリールの鉄巨神（キャンペーンシナリオ集。『アリアンロッドRPG 2E』準拠。レジェンドデータの暫定サプリメントを兼ねる） ISBN 978-4-86224-075-0

### 小説
- アリアンロッド・サガ・ノベル【完結】
  - アリアンロッド・サガ1 ルーズ・ソードマスター ISBN 978-4-8291-3365-1
  - アリアンロッド・サガ2 ワンダリング・プリンセス ISBN 978-4-8291-3425-2
  - アリアンロッド・サガ3 ロンサム・ヒーロー ISBN 978-4-8291-3539-6
- アリアンロッド・サガ・ノベル・デスマーチ【完結】
  - アリアンロッド・サガ・ノベル・デスマーチ1 私は断じて裏目らない! ISBN 978-4-8291-4634-7
  - アリアンロッド・サガ・ノベル・デスマーチ2 あたしは決してあきらめない! ISBN 978-4-8291-4649-1
  - アリアンロッド・サガ・ノベル・デスマーチ3 お前を絶対守り抜く! ISBN 978-4-8291-4664-4

### 漫画
- アリアンロッド・サガ・コンチェルト
  - アリアンロッド・サガ・コンチェルト1 ISBN 978-4-04-870145-7
  - アリアンロッド・サガ・コンチェルト2 ISBN 978-4-04-886100-7
- アリアンロッド・サガ・コミックアンソロジー
  - アリアンロッド・サガ・コミックアンソロジー ISBN 9784862241634
  - アリアンロッド・サガ・コミックアンソロジー2 ISBN 9784862241641

### その他
- アリアンロッド・サガ・ファンブック Fellowship of Stone ISBN 978-4-0472-6631-5
- アリアンロッド・サガ・ファンブック Heartbreak Memory ISBN 978-4-0472-7410-5
- アリアンロッド・サガ・ファンブック Kind of Magic ISBN 978-4-04-728092-2